# Viareggio

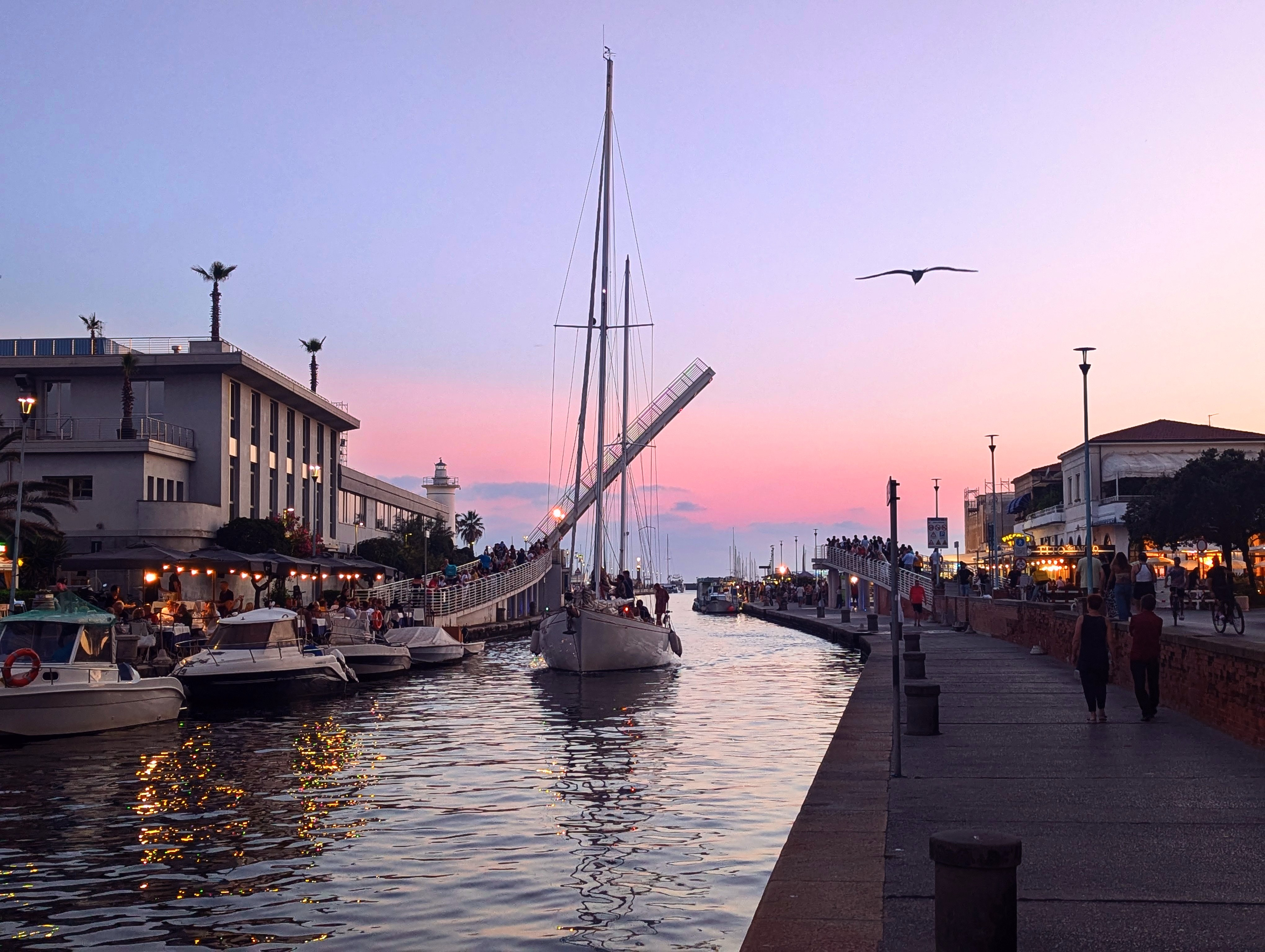
Canale Burlamacca. Ponte levatoio alzato al tramonto per far transitare una barca a vela.

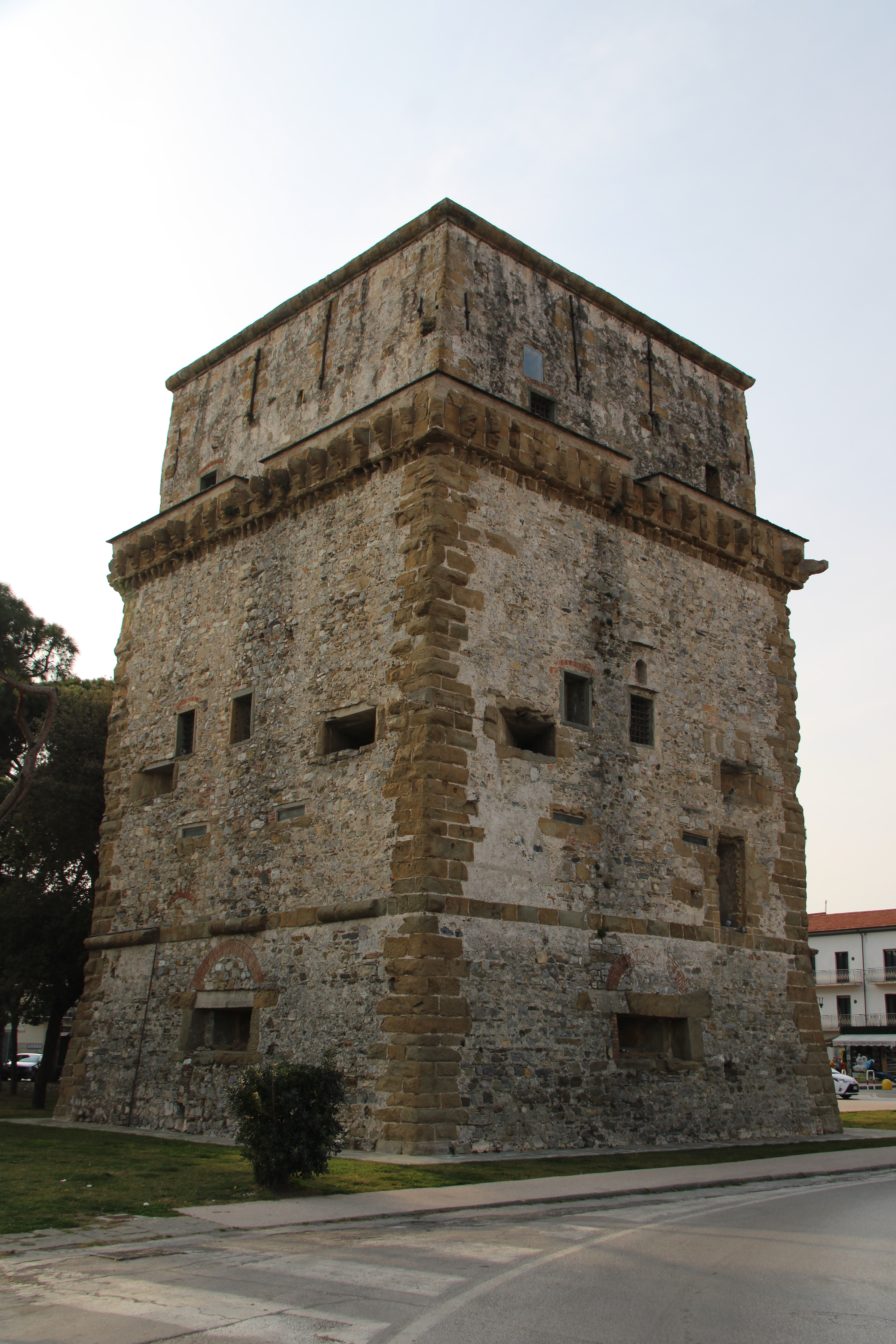
Torre Matilde

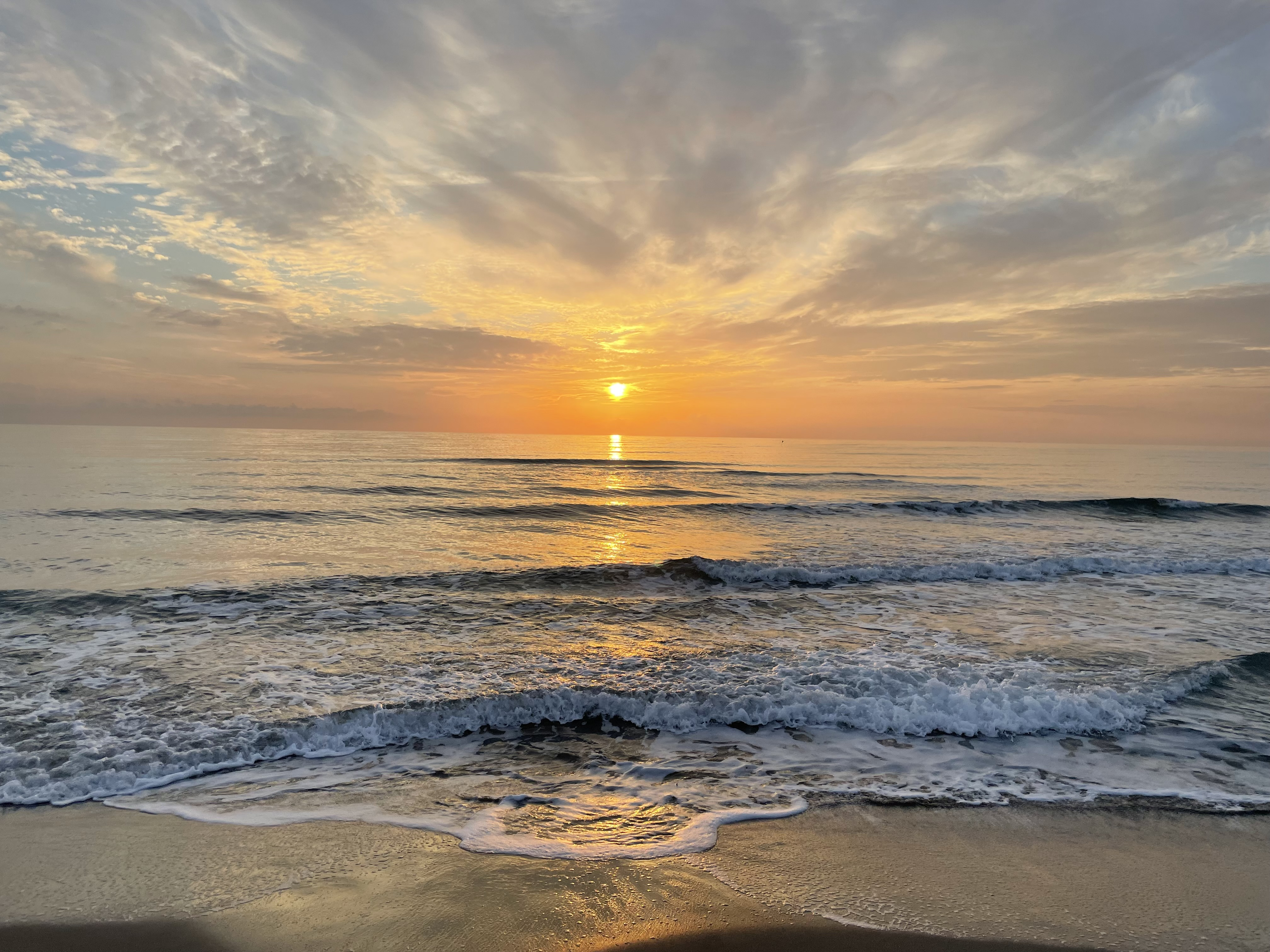
Tramonto dalla spiaggia di Viareggio in inverno

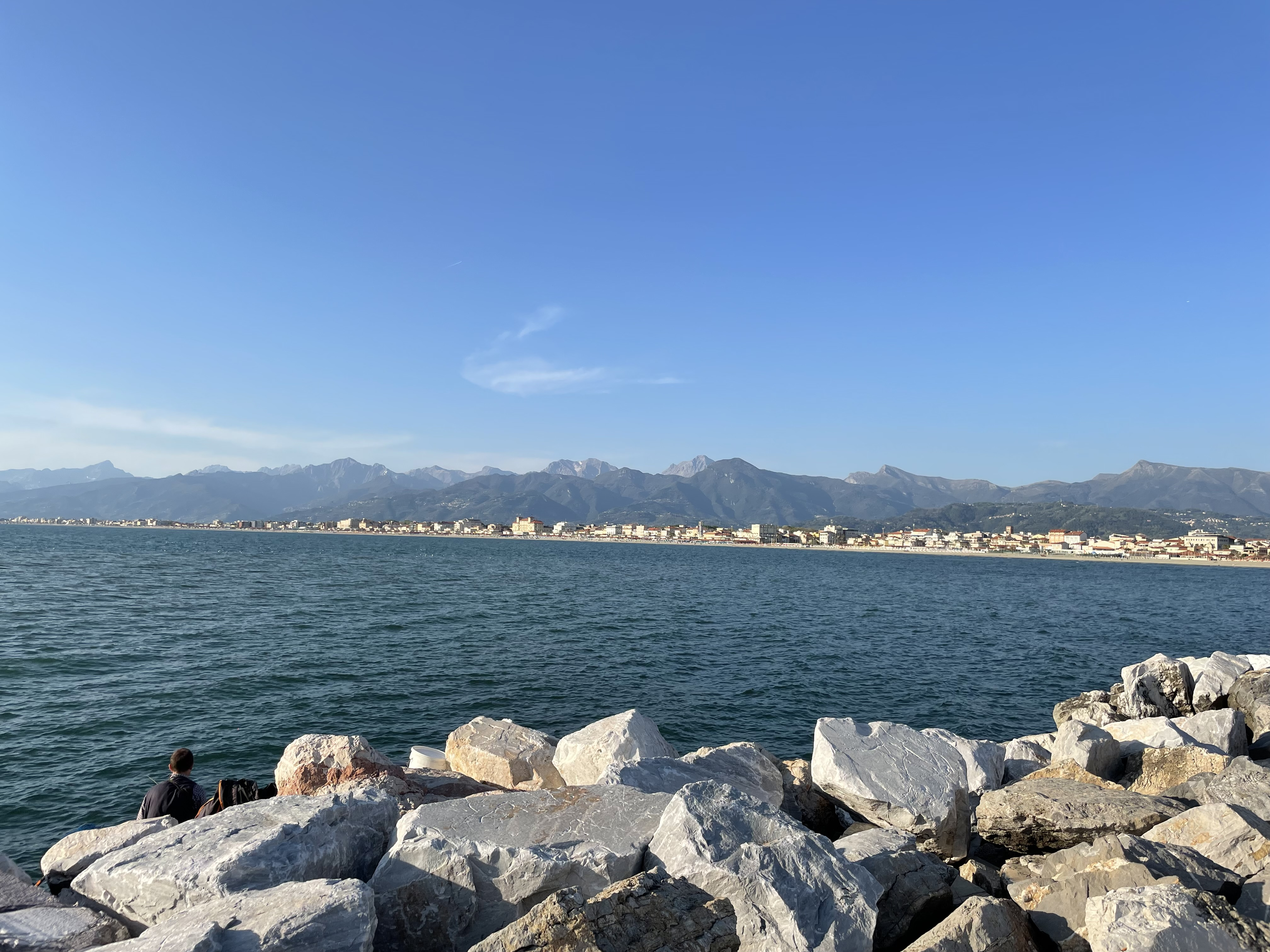
Vista delle Alpi Apuane dal molo di Viareggio

Viareggio è un comune italiano di 60 728 abitanti della provincia di Lucca in Toscana. Il nome deriva da Via Regia, antica via di comunicazione intorno alla quale si sviluppò il borgo di Viareggio.
È conosciuta come località di turismo balneare, per le architetture liberty, per la pesca, la floricoltura e per il Carnevale, nato nel 1873.
La città è un attivo centro industriale e artigianale, soprattutto nel campo della cantieristica navale. Viareggio è nota anche in ambito storico-religioso (tra le vicende più significative quelle di Antonio Maria Pucci, di Maria Valtorta e di Clelia Merloni) ed è sede di molti premi e manifestazioni tra i quali il Premio letterario Viareggio Répaci, istituito nel 1929, il Premio Viareggio Sport, istituito nel 1985 e il Torneo Mondiale Coppa Carnevale di Viareggio, istituito nel 1949.

#### Autonomia della frazione

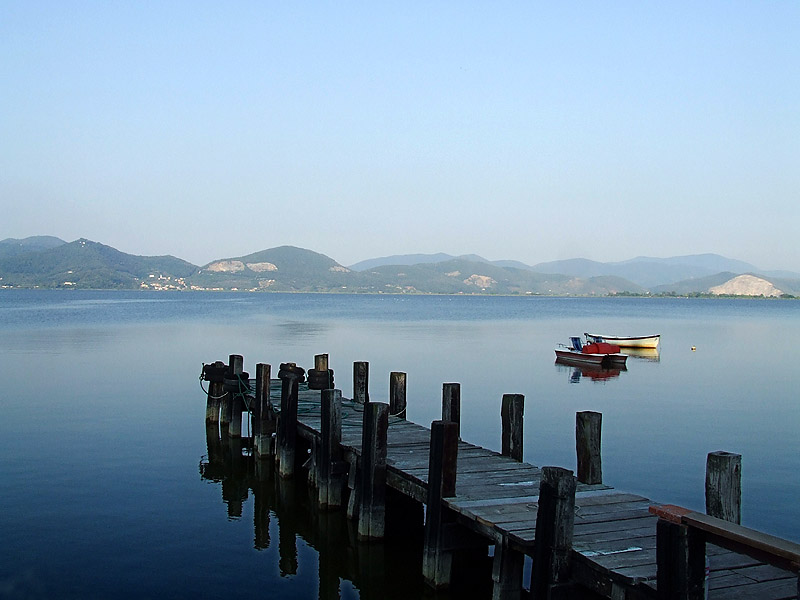
Il lago di Massaciuccoli dal Belvedere di Torre del Lago Puccini

##### Edifici principali

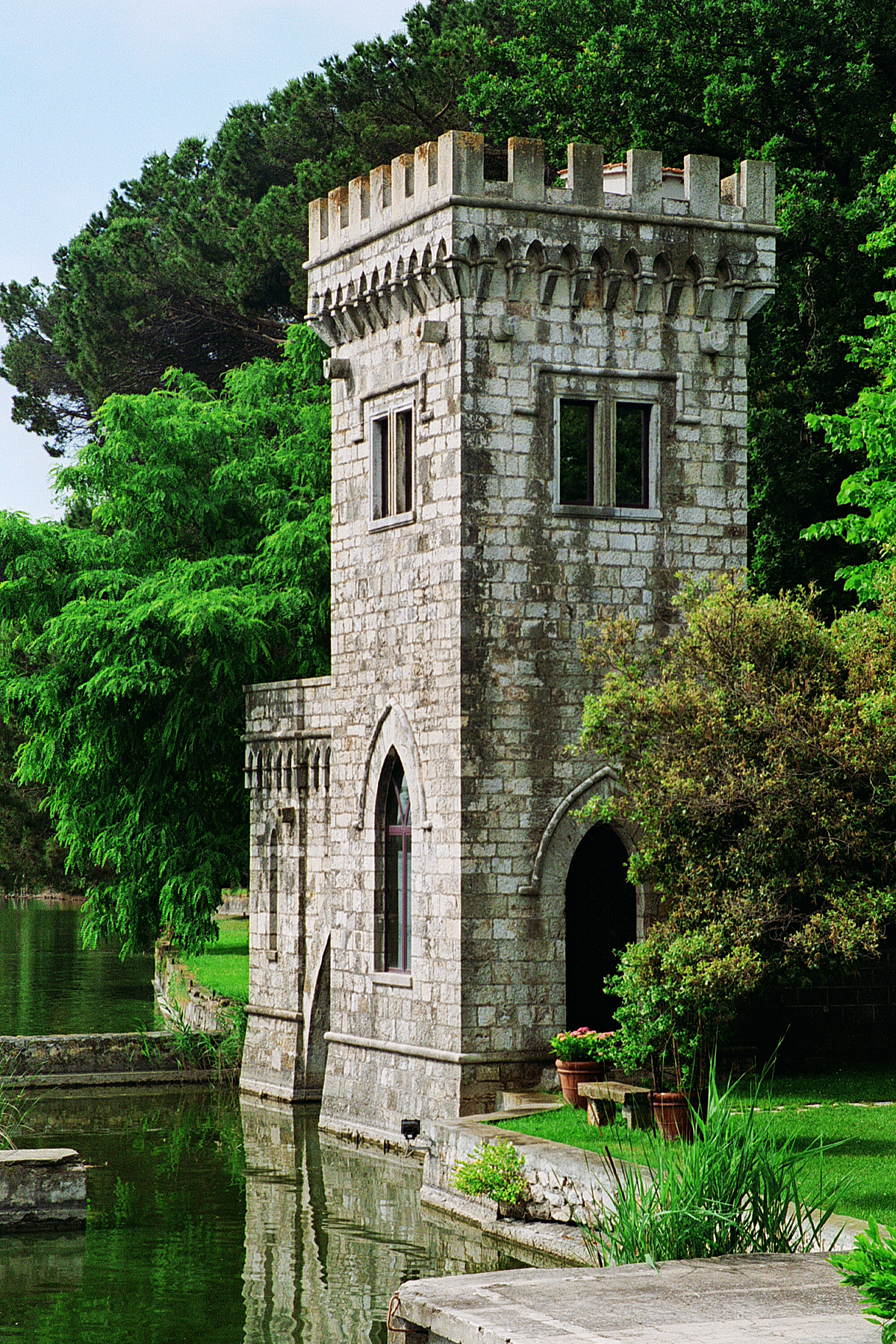
Darsena con la torre di Villa Orlando

### Turismo

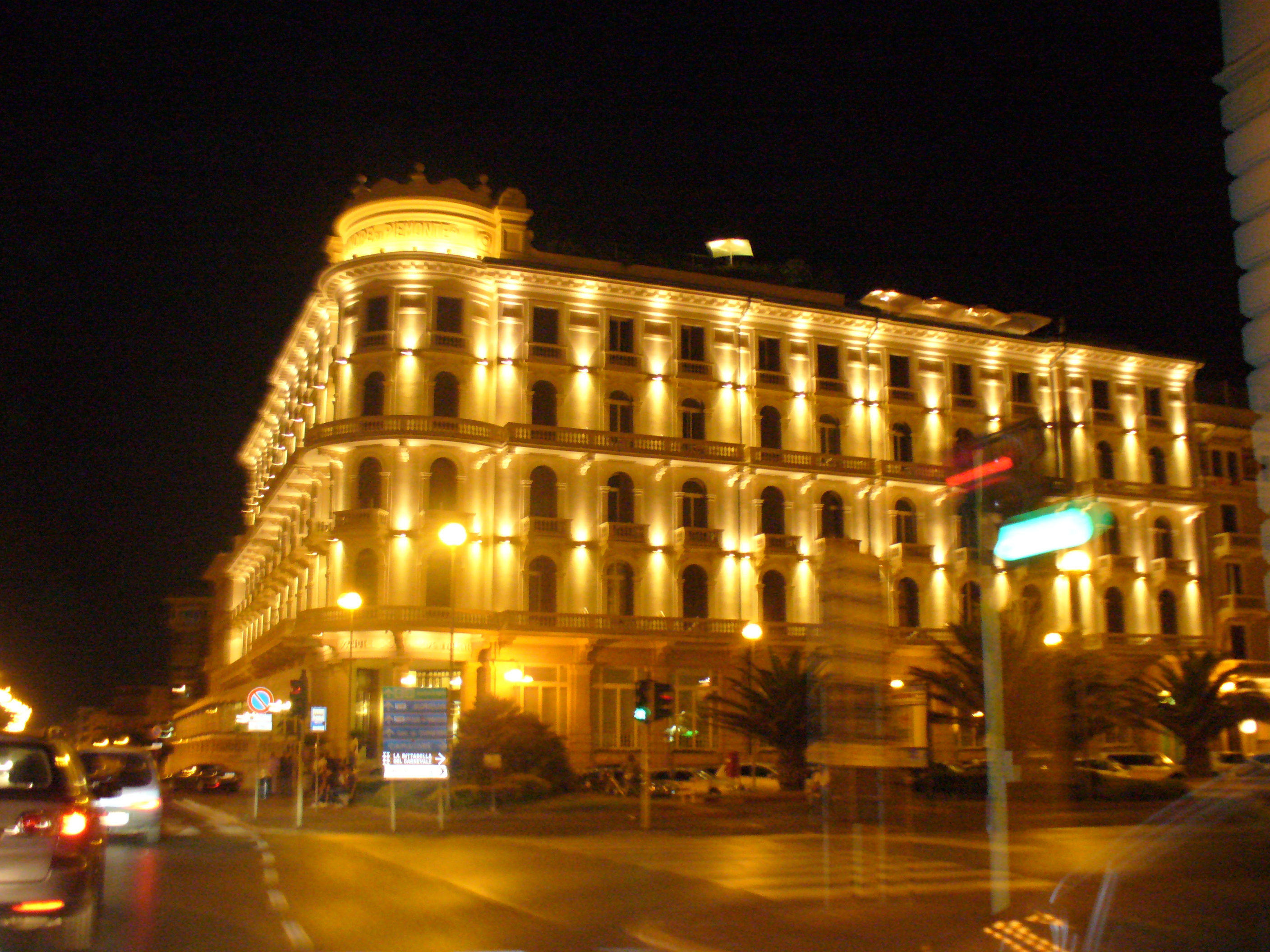
Principe di Piemonte

### Ferrovie

La Stazione di Viareggio progettata da Roberto Narducci nel 1935

### Mobilità urbana

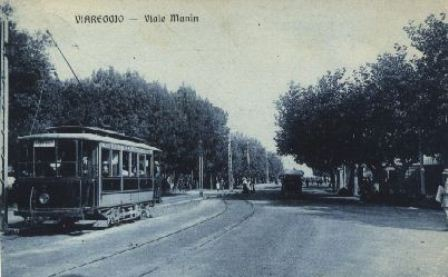
Viale Manin con il tram, in una cartolina d'epoca

### Il molo e il porto

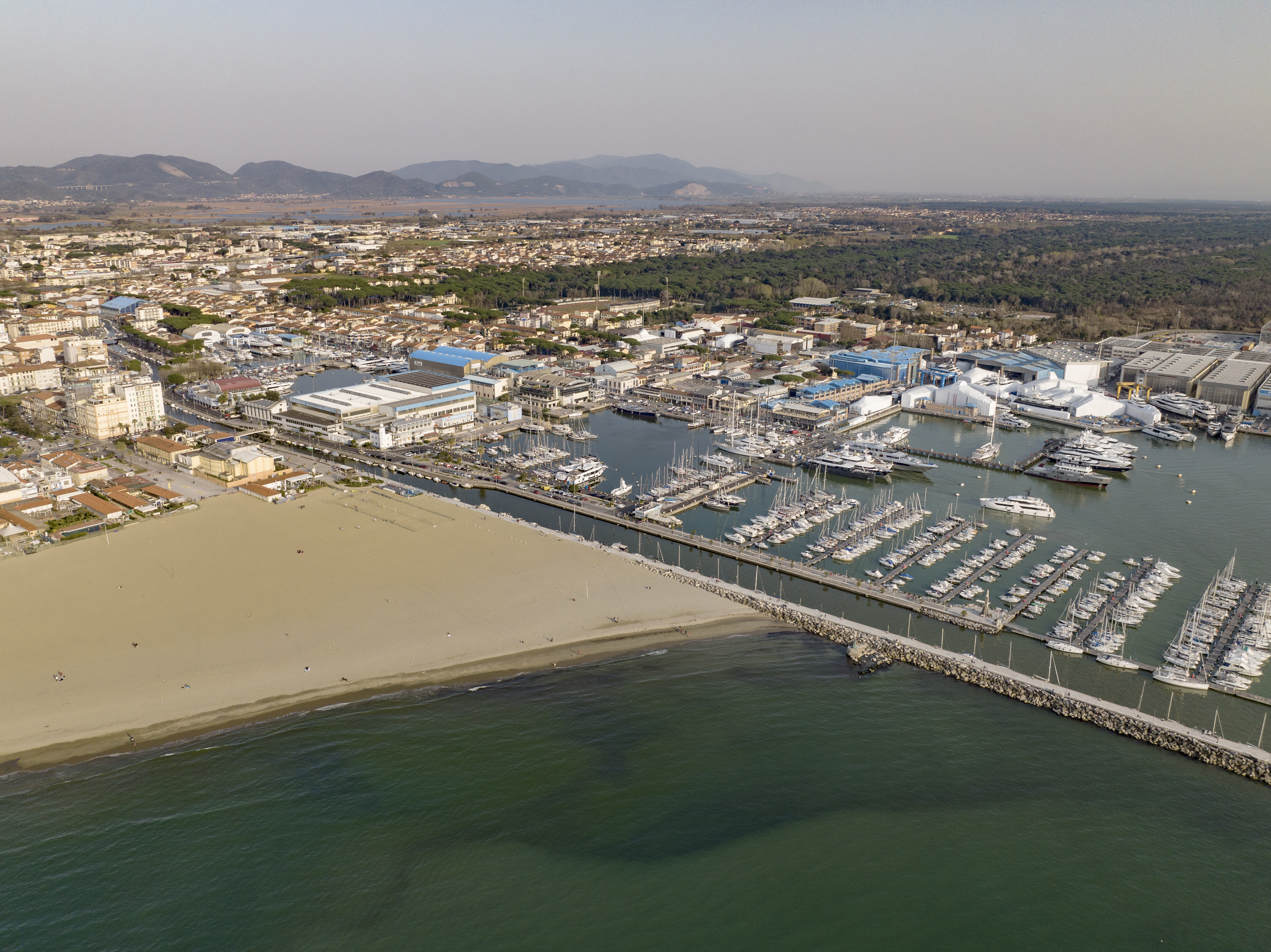
Porto di Viareggio visto dall'alto

### Viareggio sede di provincia

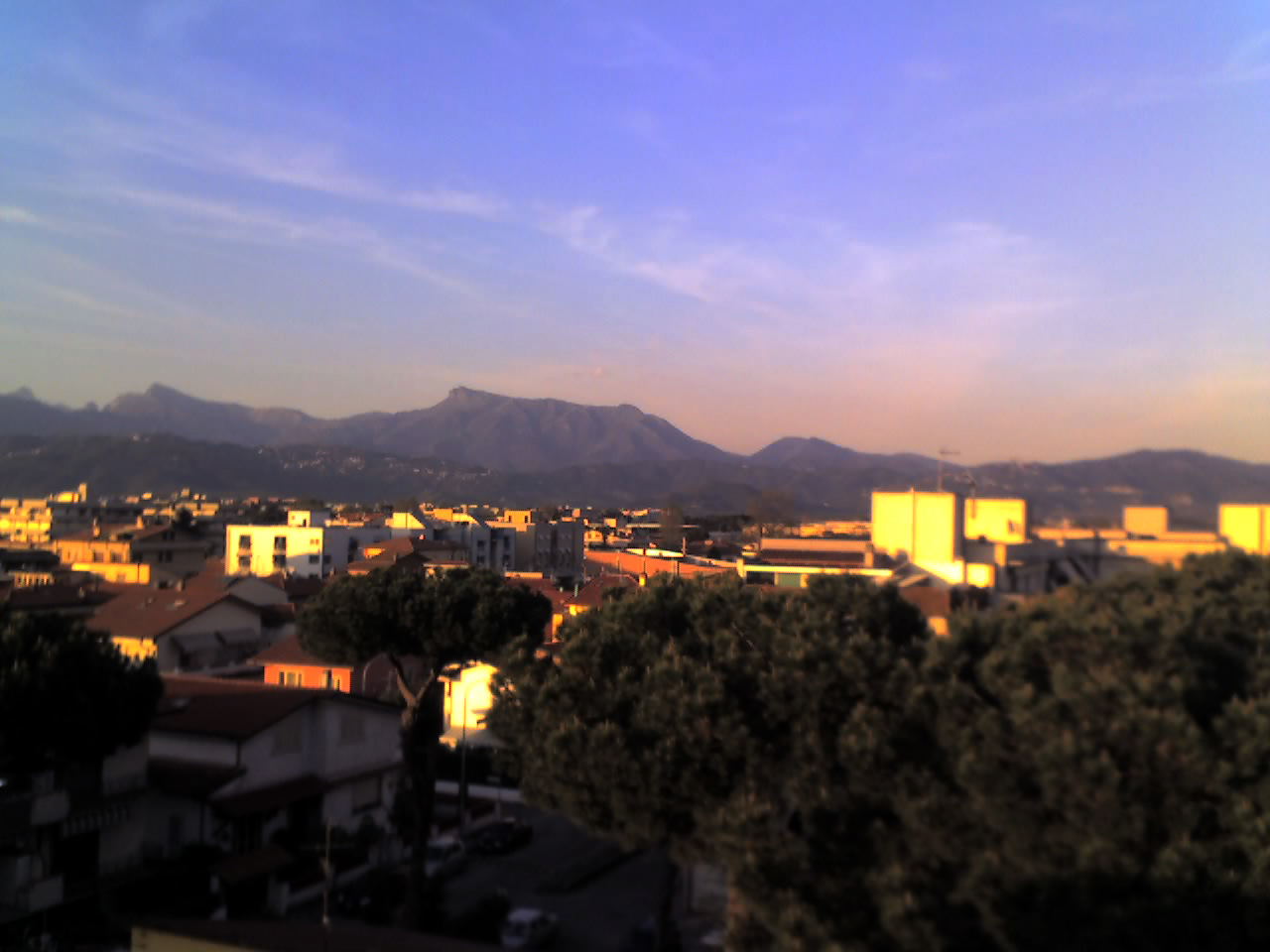
Visuale di Viareggio (Campo d'Aviazione)

## Geografia fisica

### Territorio

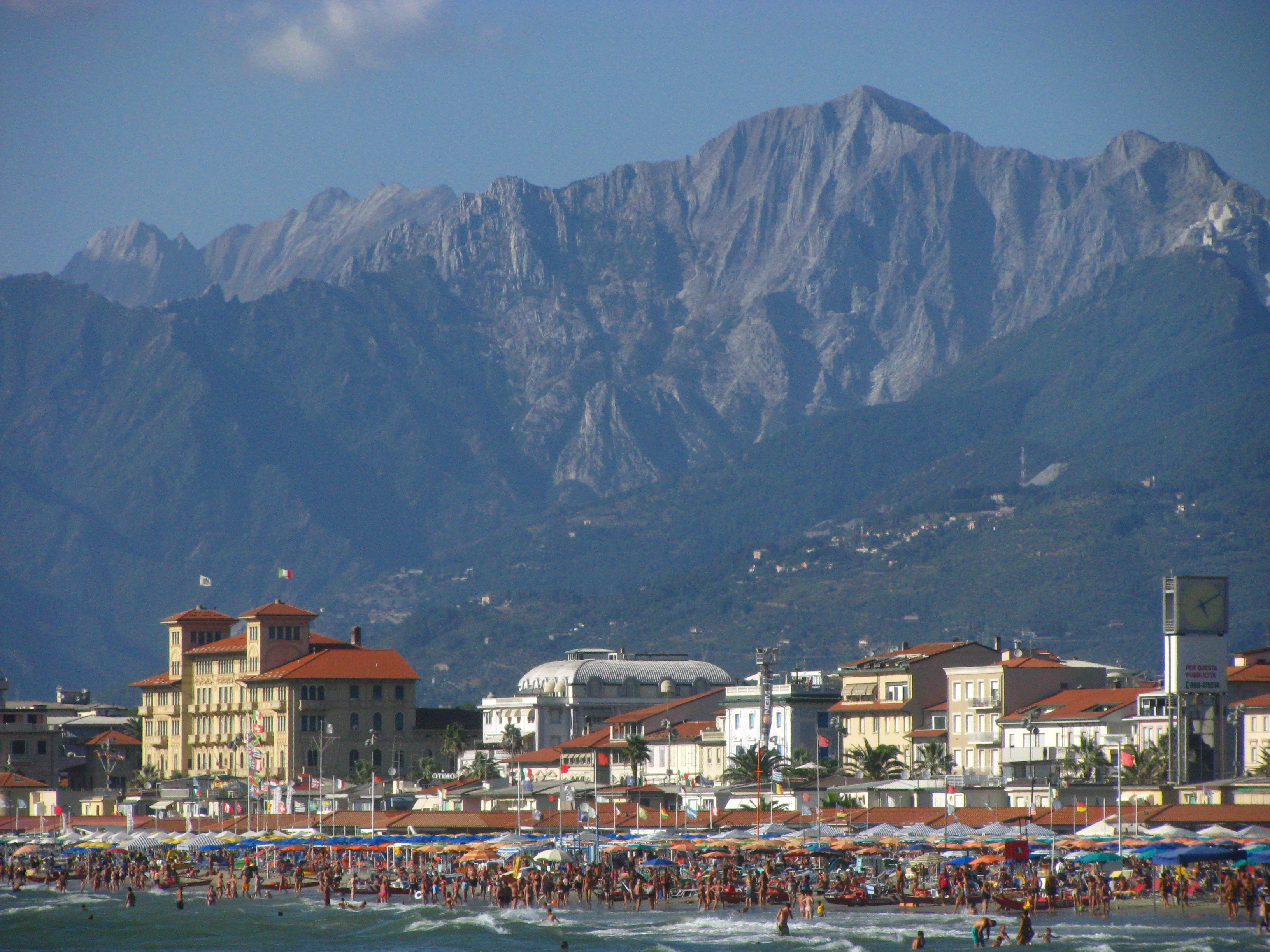
Panorama di Viareggio

Il territorio viareggino si estende completamente sulla pianura alluvionale costiera della Toscana. La città è situata sul mar Ligure e presenta dieci chilometri di spiaggia sabbiosa, di cui sei gestiti dagli stabilimenti balneari e quattro di spiaggia libera; quasi tutta la spiaggia libera fa parte del parco naturale Migliarino-San Rossore-Massaciuccoli, nel territorio della Piana di Lucca. Confina con i comuni di Camaiore, Massarosa e Vecchiano (PI).
Il territorio comunale è bagnato dal lago di Massaciuccoli e attraversato dai canali Burlamacca, Farabola, Fossa dell'Abate (che segna il confine con il comune di Camaiore), Fosso Le Quindici e i molti altri canali provenienti dalle paludi che circondano il lago di Massaciuccoli.
- Classificazione sismica: "zona 3" (sismicità bassa), Ordinanza PCM 3274 del 20/03/2003

### Clima
Il clima viareggino è di tipo mediterraneo, con un tasso piuttosto elevato di umidità (tra il 60 e l'80% di umidità relativa nei mesi estivi, con estati molto calde e afose) e una piovosità di 900–1000 mm annui, causati dalla vicinanza delle Alpi Apuane alla costa. Durante la stagione invernale, può capitare che si verifichi l'assenza di sole per più giorni consecutivi, a causa della copertura nuvolosa proveniente da ovest. 
Prendendo come base di riferimento la media del trentennio 1961-1990 (vedasi tabella sottostante), la temperatura media del mese più freddo, gennaio, risulta di +7,7 °C; quella del mese più caldo, luglio, si attesta a +22,9 °C. Tali dati, peraltro, non tengono ancora conto del progressivo riscaldamento globale, che ovviamente ha interessato e sta interessando anche la zona di cui trattiamo.
L'estate è calda e possono verificarsi, in caso di anticiclone subtropicale, forti ondate di calore con punte di 37 °C e, più recentemente, anche superiori. Per più giorni le temperature massime si attestano sui 34-35 °C con alti tassi di umidità, che contribuiscono ad aumentare il disagio fisico e rendere il clima più insopportabile. Record di temperature massime sono stati raggiunti nel luglio 2017 con +38,6 °C, e nel giugno 2019 con +36,5 °C. 
L’autunno è piovoso, caratterizzato, inizialmente, da un periodo caldo a prolungamento dell’estate. Durante il mese di ottobre perturbazioni anche di forte intensità provocano un abbassamento delle temperature e un’irruzione di correnti più fredde, che lasciano spazio alla stagione invernale.
L'inverno, similmente all'autunno, è piovoso e molto umido. Spesso durante i periodi più freddi le temperature al mattino possono scendere sotto lo zero, con conseguenti brinate e gelate soprattutto nelle campagne; il fenomeno tuttavia è in diminuzione. 
Le nevicate avvengono prevalentemente senza accumulo; le ultime più note sono quelle del dicembre 2005, 2010, e del febbraio 2012 con 10 cm. L'ultima grande nevicata che ha imbiancato la città è avvenuta tra il 27 febbraio e il 1º marzo 2018. Nel gennaio 1985 è stata raggiunta invece la temperatura minima di -11 °C e quella di -7 °C nel febbraio 2012.
Le precipitazioni medie annue si attestano a 960 mm e sono distribuite mediamente in 80 giorni di pioggia, con un minimo relativo in estate ed un picco in autunno.
L'umidità relativa media annua fa registrare il valore di 65,1%, con minimi di 60% a gennaio e a febbraio e massimo di 69% a settembre.
L'eliofania assoluta media annua si attesta a 5,9 ore giornaliere, con massimo di 9,2 ore giornaliere a luglio e minimo di 2,8 ore giornaliere a dicembre.
| Viareggio (1961-1990)              | Mesi | Mesi | Mesi | Mesi | Mesi | Mesi | Mesi | Mesi | Mesi | Mesi | Mesi | Mesi | Stagioni | Stagioni | Stagioni | Stagioni | Anno |
| Viareggio (1961-1990)              | Gen  | Feb  | Mar  | Apr  | Mag  | Giu  | Lug  | Ago  | Set  | Ott  | Nov  | Dic  | Inv      | Pri      | Est      | Aut      | Anno |
| ---------------------------------- | ---- | ---- | ---- | ---- | ---- | ---- | ---- | ---- | ---- | ---- | ---- | ---- | -------- | -------- | -------- | -------- | ---- |
| T. max. media (°C)                 | 11,1 | 11,5 | 13,5 | 16,6 | 20,1 | 23,5 | 26,3 | 26,0 | 24,0 | 20,2 | 15,6 | 12,6 | 11,7     | 16,7     | 25,3     | 19,9     | 18,4 |
| T. min. media (°C)                 | 4,4  | 5,2  | 7,0  | 10,1 | 13,6 | 17,1 | 19,5 | 19,1 | 16,8 | 12,9 | 9,3  | 6,0  | 5,2      | 10,2     | 18,6     | 13,0     | 11,8 |
| Precipitazioni (mm)                | 66   | 75   | 73   | 66   | 65   | 43   | 30   | 73   | 75   | 136  | 162  | 96   | 237      | 204      | 146      | 373      | 960  |
| Giorni di pioggia                  | 6    | 7    | 8    | 7    | 7    | 5    | 2    | 4    | 6    | 8    | 11   | 9    | 22       | 22       | 11       | 25       | 80   |
| Umidità relativa media (%)         | 60   | 60   | 61   | 64   | 67   | 68   | 68   | 68   | 69   | 68   | 66   | 62   | 60,7     | 64       | 68       | 67,7     | 65,1 |
| Eliofania assoluta (ore al giorno) | 3,2  | 4,2  | 5,3  | 6,2  | 7,5  | 7,9  | 9,2  | 8,3  | 7,2  | 5,5  | 3,0  | 2,8  | 3,4      | 6,3      | 8,5      | 5,2      | 5,9  |

- Classificazione climatica: zona D, 1416 GR/G
- Diffusività atmosferica: bassa, Ibimet CNR 2002

## Origini del nome
Il toponimo della città deriva dal termine latino Via regis, nome della strada tracciata nel Medioevo che collegava la fortificazione sulla spiaggia a Lucca, che a sua volta deriverebbe da Silva Regia, bosco che attraversava e che si estendeva dall'attuale Migliarino a Motrone. Anticamente e fino al XIX secolo era utilizzato anche il toponimo Vioreggio.
Secondo altri invece deriva da Vicus regius, in quanto, in località Gli Ortacci, esisteva un piccolo nucleo abitato (vicus) in età imperiale ed essendo questo centro di proprietà imperiale era definito regius.
La città storicamente ha avuto anche alcuni soprannomi:
- Marina di Lucca: nonostante tale termine sia ormai utilizzato come appellativo dispregiativo per definire Viareggio, esso compare effettivamente come indicazione geografica in alcuni documenti antichi[14]
- Lido di Lucca: definizione contenuta in una lapide posta sulla chiesa di Santa Maria dei Servi a Lucca
- Perla del Tirreno: appellativo dato alla città ai primi del XX secolo, un momento di grande lustro, in cui Viareggio era un centro turistico conosciuto e apprezzato nel mondo.

## Storia

### Evoluzione storica
| Stato                             | Forma Governo                                                                                        | Inizio | Fine |
| --------------------------------- | --- | ------ | ---- |
| Repubblica di Lucca               | Repubblica oligarchica                                                                               | 1160   | 1805 |
| Principato di Lucca e Piombino    | Monarchia costituzionale                                                                             | 1805   | 1815 |
| Ducato di Lucca                   | Ducato                                                                                               | 1815   | 1847 |
| Granducato di Toscana             | Monarchia costituzionale                                                                             | 1847   | 1859 |
| Governo Provvisorio della Toscana | Commissario straordinario                                                                            | 1859   | 1861 |
| Regno d'Italia                    | Stato Liberale (1861-1922) Stato fascista (1922-1943) Periodo costituzionale transitorio (1943-1946) | 1861   | 1946 |

### Antichità
In zona, sia sui colli che in pianura, si trovano testimonianze di attive presenze di popolazioni preistoriche. Da indagini archeologiche sappiamo che l'area circostante il lago di Massaciuccoli, compresa la zona di San Gabriele Bruno e del quartiere viareggino della Migliarina, dall'VIII secolo a.C. fu abitata da gruppi di Etruschi guidati dal duca arasi che commerciavano con le popolazioni liguri stanziate nell'entroterra collinare e montuoso (comune di Camaiore e parte nord di quello di Massarosa).
Nel III secolo a.C. nel territorio montuoso circostante imperversarono i Liguri Apuani, nel 180 a.C. i Romani sconfissero i Liguri Apuani e iniziarono la colonizzazione della zona (attuali territori di Massaciuccoli, Camaiore, Pietrasanta). Nel Medioevo si svilupparono i primi villaggi collinari, molti dei quali esistono ancora. Il futuro territorio di Viareggio era paludoso e non venne abitato. Intorno all'anno Mille iniziarono le prime lotte fra Lucca e Pisa per il controllo della costa versiliese, che dall'Alto Medioevo era una selva (Selva Regia o Palatina) di proprietà di feudatari (cattani o capitanei) spesso in lotta tra loro.
Sono stati anche pubblicati dei libri che sostengono nuove teorie sulle origini di Viareggio, supportate da ritrovamenti di piccoli reperti (frammenti ceramici...) nelle località limitrofe e da alcuni documenti antichi che citerebbero questo antico insediamento.
Per quanto affascinanti queste teorie si discostano dalla storia tradizionale (molto più verificata) della costa versiliese e non sono supportate da prove sufficienti a ritenerle vere.

### Medioevo
Al 1169 risale il primo fatto storico riguardante Viareggio: venne costruita una torre di legno a guardia del litorale. Poco più di due anni dopo (1172) fu edificata l'opera militare che prese il nome Turris de Via Regia, dal nome della via che doveva essere percorsa per accedervi (poi diventata via Montramito). Il territorio di Viareggio, negli anni successivi, fu coinvolto nelle dispute fra Pisa e Lucca per la supremazia e il controllo del territorio litorale. Tale conflitto traeva le sue origini, da una parte, dal desiderio di Lucca di avere uno sbocco sul mare e, dall'altra, da Pisa che temeva la concorrenza economica della rivale. In questi anni i feudatari viareggini sono costretti ad abdicare per fare spazio alla signoria di Castruccio Castracani. In generale fino al 1400 il territorio su cui si sarebbe sviluppata Viareggio rimase segnato da un susseguirsi di guerre e dispute minori, invasioni di eserciti e saccheggi. Oltre a tali "sciagure" determinate dall'uomo, anche la natura fece il suo corso con la pestilenza che, raccontata anche da Giovanni Boccaccio nel Decameron, interessò l'Italia intera.

### Storia moderna
In questi anni Firenze espanse il proprio controllo sulla Toscana. Lucca riuscì, con grandi sacrifici finanziari, a mantenere l'indipendenza.
Con lodo arbitrale di Leone X, il 10 settembre 1513, Lucca perse il controllo del porto di Motrone. Tale evento avrebbe interessato direttamente Viareggio che, da quel momento, vide concentrare gli sforzi di Lucca per farlo diventare il centro dei propri commerci. Oltre alla costruzione della nuova torre quadrata (1534) a protezione del porto, si cominciò a costruire i primi insediamenti della futura città.
Questo secolo fu uno dei più difficili per i circa 300 abitanti di Viareggio: la zona era insalubre, malaria e epidemie mortali rendevano la vita dei pescatori e dei contadini molto difficile. Il 1735 fu una data importante per la storia di Viareggio, che ebbe uno sviluppo straordinario; il matematico ed ingegnere Bernardino Zendrini (per bonificare l’aria malsana, l’insabbiamento della foce e la conseguente sistemazione del porto) esegue l’abbattimento totale della macchia e la costruzione di cateratte che avrebbero impedito all’acqua di mare di entrare nei fossi e da qui nel lago. Lucca, dopo questa determinate bonifica, incentiva il trasferimento della popolazione lucchese nel nuovo borgo.
Piano piano Viareggio cambiò volto, furono costruite due chiese e due piccole fabbriche, altre botteghe sorsero intorno, il porto diventò sempre più attivo. Le terre, bonificate, iniziarono ad essere sempre più coltivate.
Nel 1701 Viareggio diventò comune. Nel 1739, grazie all'ingegnere idraulico Bernardino Zendrini la zona paludosa fu finalmente bonificata, il paese diventò una città dove i nobili lucchesi iniziarono a costruire i propri palazzi.

### Storia contemporanea

#### Epoca napoleonica
Nel 1797 fu costituita da Napoleone la Repubblica Cisalpina. Dopo varie scaramucce, nel 1799 le truppe cisalpine iniziarono l'occupazione della Repubblica di Lucca (il 6 gennaio fu occupata Viareggio). Terminata l'occupazione della repubblica oligarchica furono indette delle elezioni, ma il risultato modesto per i giacobini li spinse a eliminare il governo lucchese e formarne uno provvisorio. Inizialmente i viareggini non reagirono, anzi sembrarono accettare le nuove idee. Il 6 maggio, tuttavia, insorsero contro la milizia giacobina, aiutati dagli abitanti delle città vicine. Il 7 arrivarono le truppe da Livorno per placare le sommosse e gli insorti si dovettero arrendere.
Napoleone era imperatore e Lucca, come altre città, fu trasformata in principato la cui sovranità fu assegnata a Felice Baciocchi, anche se il potere era esercitato effettivamente dalla sorella minore di Napoleone, Elisa. Il governo di Elisa fu caratterizzato da provvedimenti come quelli contro il patrimonio ecclesiastico, l'adozione del Codice napoleonico, l'adozione del sistema metrico, l'introduzione della vaccinazione obbligatoria e gratuita contro il vaiolo. Più in generale il governo di Elisa contribuì positivamente a migliorare gli aspetti relativi all'assistenza, alla beneficenza e all'istruzione.
Con la caduta di Napoleone, Viareggio fu teatro di fatti sanguinosi. Nel marzo 1814, dopo la caduta e la fuga dei Baciocchi, i viareggini manifestarono contro i francesi. La manifestazione, però, sconfinò in atti di puro teppismo.

#### Dalla Restaurazione all'Unità d'Italia

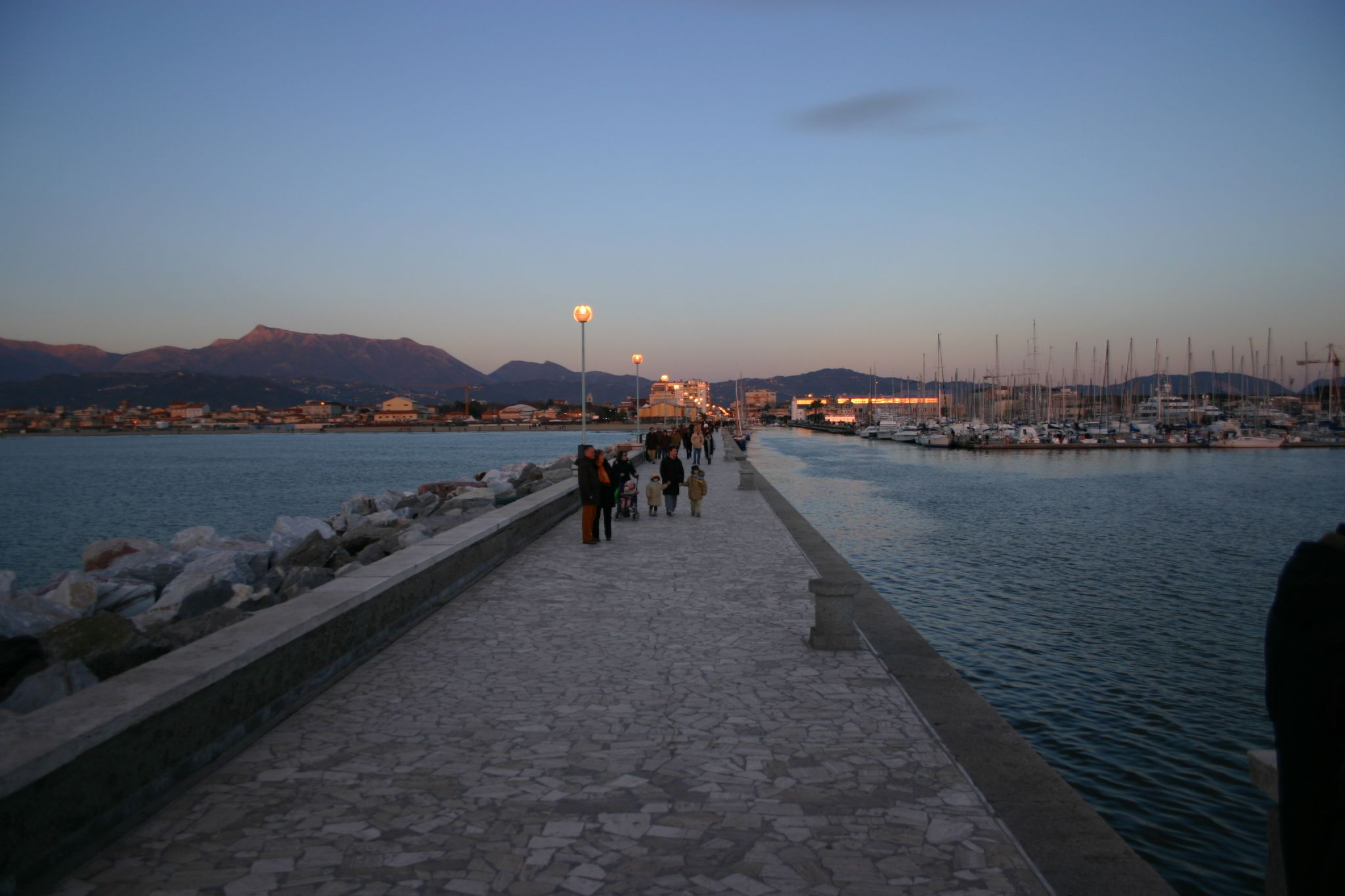
Il molo di Viareggio al Tramonto

Viareggio rimase sotto il dominio austriaco fino al 1817 quando il Congresso di Vienna assegnò a Maria Luisa di Borbone-Spagna il nuovo Ducato di Lucca. Gli anni seguenti videro la Restaurazione, quanto di buono era stato fatto sotto l'Impero napoleonico venne perduto. Anche il nuovo regno tuttavia contribuì al miglioramento strutturale di Viareggio dove fu costruita la prima darsena.
Nel 1820 Viareggio fu dichiarata città per decreto della duchessa di Maria Luisa di Borbone.
Dopo la morte della madre (13 marzo 1824) è la volta di Carlo Ludovico di Borbone che contribuì a migliorare la città dotandola di una nuova chiesa, un regio casinò e di due stabilimenti balneari, i primi costruiti a Viareggio.
Il 5 ottobre 1847 Lucca fu ceduta alla Toscana. Viareggio, nella nuova realtà, si sviluppò come centro balneare, non più limitato alla sola Lucca ma esteso a tutta la Toscana.
Nel 1848 Viareggio scelse il proprio stemma, che è rimasto immutato, in cui sono presenti: un'ancora con tanto di gomena e uno scudo bianco, rosso e verde. Il tricolore, simbolo dell'unità d'Italia, è vanto dei Viareggini, unici ad averlo nel proprio stemma.
In questi anni Viareggio era meta di esuli risorgimentali tollerati dal potere locale.

#### Dall'Unità d'Italia alla prima guerra mondiale
In questi anni l'economia di Viareggio era in rapida espansione, infatti all'industria balneare già affermata si aggiunse quella della marineria velica. Iniziarono nel contempo le prime lotte sociali con l'affermarsi di una coscienza di classe. I lavoratori fondarono le società di mutuo soccorso e successivamente si organizzarono nei primi movimenti politici di varia ispirazione (anarchici, socialisti, cristiani).
Agli inizi del secolo Viareggio vide un notevole sviluppo del litorale e dell'industria balneare che determinò un mutamento su un tratto vasto di costa. Nacque la Passeggiata, con i suoi caffè e negozi. La città fu definita "Perla del Tirreno". Il legno era però il materiale di gran lunga più usato nelle costruzioni e il 17 ottobre 1917 questo alimentò un incendio destinato, in una notte, a distruggere gran parte delle costruzioni presenti. Il legno tuttavia restò largamente utilizzato fino al periodo fascista quando si iniziò a costruire con materiali diversi.

#### La perdita delle frazioni collinari
Il 10 marzo 1617, la Repubblica di Lucca aveva istituito la circoscrizione territoriale (vicaria) appartenente a Viareggio con Chiatri, Compignano, Quiesa, Bozzano, Massaciuccoli, Pedona, Mommio Castello, Corsanico, Bargecchia, Montigiano, Pieve a Elici, Stiava e Torre del Lago.
Il 5 marzo 1801, il Consiglio Generale della Repubblica di Lucca aggiunse anche Gualdo e Massarosa.
Il 7 giugno 1820, sotto il Ducato di Lucca, Maria Luisa elevò Viareggio a rango di Città, comprendeva anche l'exclave Montignoso, fino al 1847.
Verso la metà dell'Ottocento fra gli abitanti delle frazioni nacque l'idea di costituirsi in comune autonomo e di staccarsi da Viareggio.
Solo il 17 marzo 1867 tutti gli atti furono predisposti e fu presentata la richiesta di costituzione del comune di Massarosa al Ministero dell'Interno del Regno d'Italia.
Viareggio istituì una commissione sul tema dal 17 agosto 1867 al 20 marzo 1868, che dette parere favorevole.
Il 18 dicembre 1869, Vittorio Emanuele II con un regio decreto sancì ufficialmente la separazione di Viareggio dalle sue frazioni, tranne Torre del Lago, come approvato dal consiglio comunale.
Bisognò attendere altri 10 anni di contrasti, il 1878, per la definitiva assegnazione dei patrimoni e confini.
Non ci volle molto a capire che la decisione presa dal consiglio comunale fosse miope e di scarsa lungimiranza, Viareggio aveva un territorio troppo compresso per il suo sviluppo.
Così 50 anni dopo, il 28 marzo 1927 Viareggio tentò senza successo di aumentare nuovamente il proprio territorio con domanda alla prefettura.

#### Il primo periodo interbellico

Viareggio in una foto aerea degli anni '30

Il 2 maggio 1920 scoppiò il malessere sociale dei viareggini in una rivolta non organizzata, una ribellione che trasse origine dalla tradizione anarchica e libertaria della città. È la storia di una partita di calcio tra il Viareggio e i poco amati cugini della Lucchese che si conclude in tragedia e dà l'avvio alla rivolta. La ribellione prende le mosse dall'assassinio del guardalinee della partita (un ex militare, persona da tutti benvoluta che da anni risiedeva a Viareggio) ad opera di un carabiniere che dopo la fine della partita, e a poche centinaia di metri dal campo sportivo, spara un colpo ed uccide a sangue freddo il guardalinee. L'uccisione del guardalinee è l'ennesima violenza e sopruso a danno del popolo viareggino, tale violenza fa esplodere una rabbia antica che da anni covava nella società; è il motore da cui prenderà l'avvio della ribellione che porterà alla nascita per tre giorni della libera Repubblica di Viareggio. Fra i libri che ricordano quei fatti sicuramente il racconto di Mario Tobino nel suo Sulla spiaggia e al di là del molo e il romanzo di Andrea Genovali Viareggio 1920 - Storie di calcio e di rivoluzione.
Il 2 maggio 1921, un gruppo di fascisti si rese responsabile dell'assalto alla Camera del Lavoro e alla Lega dei maestri d'ascia e calafati. Il 16 maggio in piazza Grande (poi diventata piazza Nieri e Paolini), furono uccisi a revolverate da alcuni militanti fascisti Pietro Nieri ed Enrico Paolini, due giovani di estrema sinistra. Le due fazioni si erano accordate per scontrarsi senza armi, ma così non fu. Si trattò del primo delitto politico di quegli anni tesi, ma non l'ultimo. Infatti anche l'11 settembre 1931 si tinse di sangue, con l'omicidio di Ottavio Barsottelli.

#### La seconda guerra mondiale e il Dopoguerra

Cineoperatore americano di fronte alle rovine del Balipedio di Viareggio nel 1944

Durante la seconda guerra mondiale Viareggio subì bombardamenti pesantissimi: interi quartieri furono distrutti completamente o quasi. L'11 settembre 1944 le truppe alleate raggiunsero la periferia della città e il 16 settembre 1944 venne interamente occupata e liberata dagli Alleati.
Nel secondo dopoguerra iniziò con grande passione la ricostruzione (primo sindaco dopo la Liberazione fu Corrado Ciompi, che guidò la Giunta Comunale dal 18 luglio 1944 al 1º aprile 1946).
Viareggio è quasi distrutta dai vari bombardamenti succeduti. Tra i primi lavori da effettuare sono lo sminamento della spiaggia e 
la riapertura del porto. Essendo pieni i depositi adibiti in altre città, le mine dissinescate vengono accatastate nello scantinato del villino Montauti-Fanucchi, residenza disabitata.
Esso si trova alle spalle della ex Casa del Fascio, ora diventato centro di svago della American Red Cross, in piazza Mazzini a Viareggio.
Il caso vuole che il 18 luglio 1945 alle ore 16 è indetta l'ultima festa, prima della partenza da Viareggio, da parte del contingente americano.
Ma alle 15:45 esplodono violentemente circa due tonnellate di TNT di mine, a causa della temperatura elevata (surriscaldamento) oppure di una cicca di sigaretta. Si contano tra i 54 e i 70 morti, tra soldati americani e abitanti locali, centinaia i feriti, case distrutte.
In quel periodo fu avviata la costruzione del "vialone" (oggi viale Europa) e si ridette vita al Carnevale (1946). Tra alti e bassi, la città ha continuato a crescere e svilupparsi ed è ancora una nota località turistica balneare, famosa per il suo carnevale e per la cantieristica navale.

#### Incidente ferroviario del 2009
Alle 23:48 del 29 giugno 2009, un treno merci composto da 14 vagoni-cisterna contenenti gas GPL deragliò a causa di un cedimento strutturale di un carrello del primo vagone. La fuoriuscita di GPL scaturita dalla rottura della cisterna 1 del convoglio saturò in pochi attimi la zona circostante la stazione e prese fuoco inondando di fiamme tutto ciò che incontrò sul suo percorso. A causa della deflagrazione crollarono immediatamente due intere palazzine e se ne incendiarono altre decine che furono poi per lo più abbattute. La via Ponchielli rimase tristemente famosa per questo evento, uno dei momenti di lutto più pesanti per la città. Il disastro provocò 32 morti (l'ultimo dei quali nel dicembre 2009), tra cui alcuni bambini, e centinaia di feriti.
Il 25 maggio 2025 la Corte d'appello di Firenze ha confermato le condanne a tutti i 12 imputati della sciagura.

### "Invenzioni" viareggine

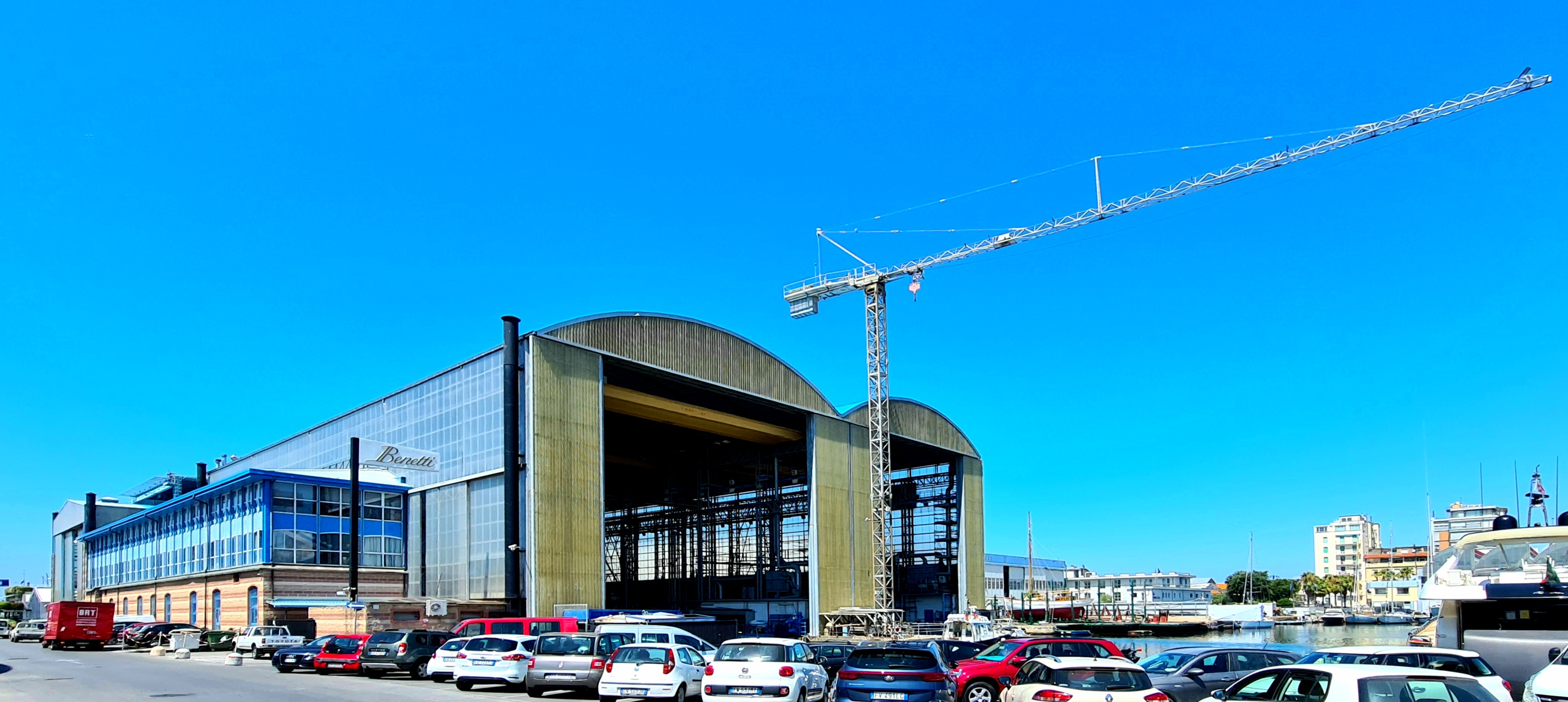
Cantieri navali in Darsena

I cantieri navali viareggini, di importanza internazionale, conobbero un periodo di grande importanza nel XIX secolo in cui a Viareggio furono inventati alcune tipologie di imbarcazioni.
- Barcobestia
- Paranza Viareggina, si trovava a Viareggio fino al 1890
- Tartana Viareggina, imbarcazione da pesca a vela
- Bovo Viareggino
- Cutter Viareggino
- Goletta Viareggina
- Brigantino Goletta Viareggino

Altre invenzioni sono:
- Saldatura viareggina: metodo di saldatura utilizzato nei cantieri navali viareggini.
- Casa viareggina: tipo di abitazione a uno o due piani con cortile interno, "passetto" e "casetta" in fondo all'orto (dove si ritiravano i proprietari quando affittavano la casa ai villeggianti).

### Progetti incompiuti
Sulla città, a partire da tempi antichi, sono stati fatti molti progetti mai attuati e moltissime sono le proposte di cui si discute da anni.
- Mura cittadine, progettate dal governo lucchese nel XVII secolo, progetto abbandonato perché troppo complesso e costoso.
- Progetto per la sistemazione dei Viali a mare, Galileo Chini e Ugo Giusti, 1929
- Albergo e nuovo lido (Grattacielo), Angelo Crippa, 1929
- Viale di collegamento tra la stazione ferroviaria e piazza Mazzini, Raffaello Brizzi, 1936
- "Nuova Viareggio", quartiere da realizzare nella zona costiera tra la Darsena e Torre del Lago Puccini, Chini, Billet, Morandi e Sargentini, ventennio fascista.
- Piano Rogers per la Passeggiata, anni 1990.

### Simboli
Stemma

Un primo stemma fu scelto nel 1752 e raffigurava sant'Antonio di Padova, primo patrono della città.
Quello attuale venne adottato dal consiglio comunale il 17 aprile 1848 con piccole modifiche e formalmente concesso dal ministro dell'interno del Granducato di Toscana Cosimo Ridolfi il 17 maggio dello stesso anno.
Lo stemma è stato successivamente riconosciuto dallo Stato italiano con decreto ministeriale del 7 aprile 1922.
È uno scudo interzato in fascia di verde, di bianco e di rosso su cui è presente un'ancora con la gomena attorcigliata. Viareggio fu tra i primi comuni ad avere il tricolore italiano nel proprio stemma.
Gonfalone
Il gonfalone è stato concesso con regio decreto del 4 febbraio 1942 ed è costituito da un drappo di bianco, ornato ai lati da due rami di
pino fogliati e fruttati e caricato dello stemma civico sormontato dall'iscrizione centrata
in oro "Città di Viareggio". Le parti in metallo ed i cordoni sono dorati.
L'asta verticale è ricoperta di velluto rosso con bullette dorate poste a
spirale. Nella freccia è rappresentato lo stemma della Città e, sul gambo,
inciso il nome. Cravatta e nastrini tricolorati dai colori nazionali e frangiati
d'oro.

## Monumenti e luoghi d'interesse

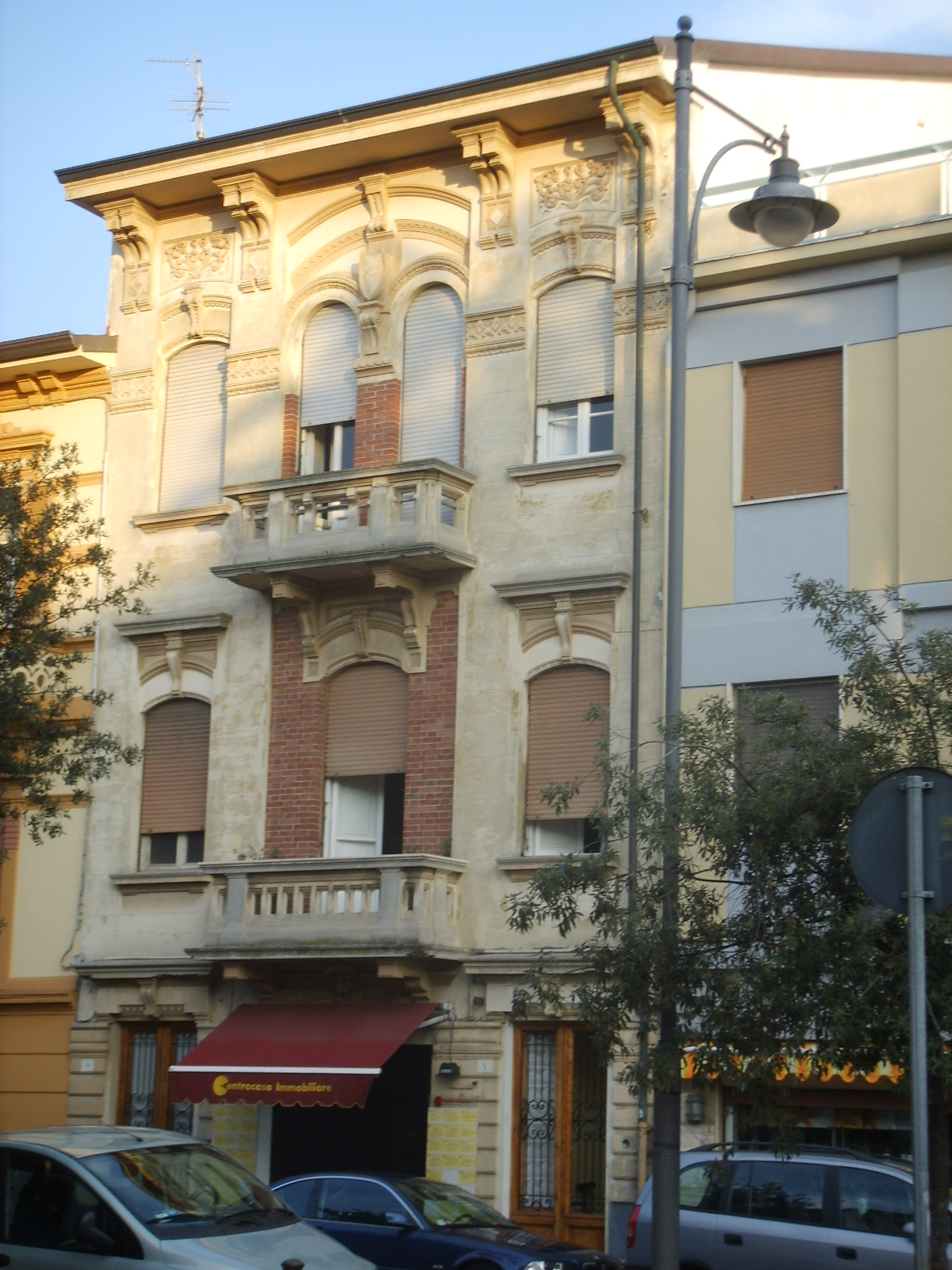
Palazzo Liberty

La città ha perso una parte notevole dei suoi beni storici e artistici durante la seconda guerra mondiale, a seguito dei pesanti bombardamenti che la colpirono.
Nonostante questo in città si possono trovare architetture, monumenti o anche semplici targhe interessanti.
Notevoli le architetture liberty, decò ed eclettiche di molti edifici.
La zona più monumentale e di maggior pregio artistico della città, per qualità e quantità di edifici di interesse architettonico è la Passeggiata e i Viali a mare (Viale Regina Margherita, Viale Manin, Viale Carducci, Viale Marconi, Viale Buonarroti) ed il centro città.
Nel 1998 fu fondato il "Centro Studi Cultura Eclettica, Liberty, Decò" dall'Assessorato alla Cultura del Comune di Viareggio per studiare e promuovere questa parte del patrimonio artistico della città.

### Architetture religiose

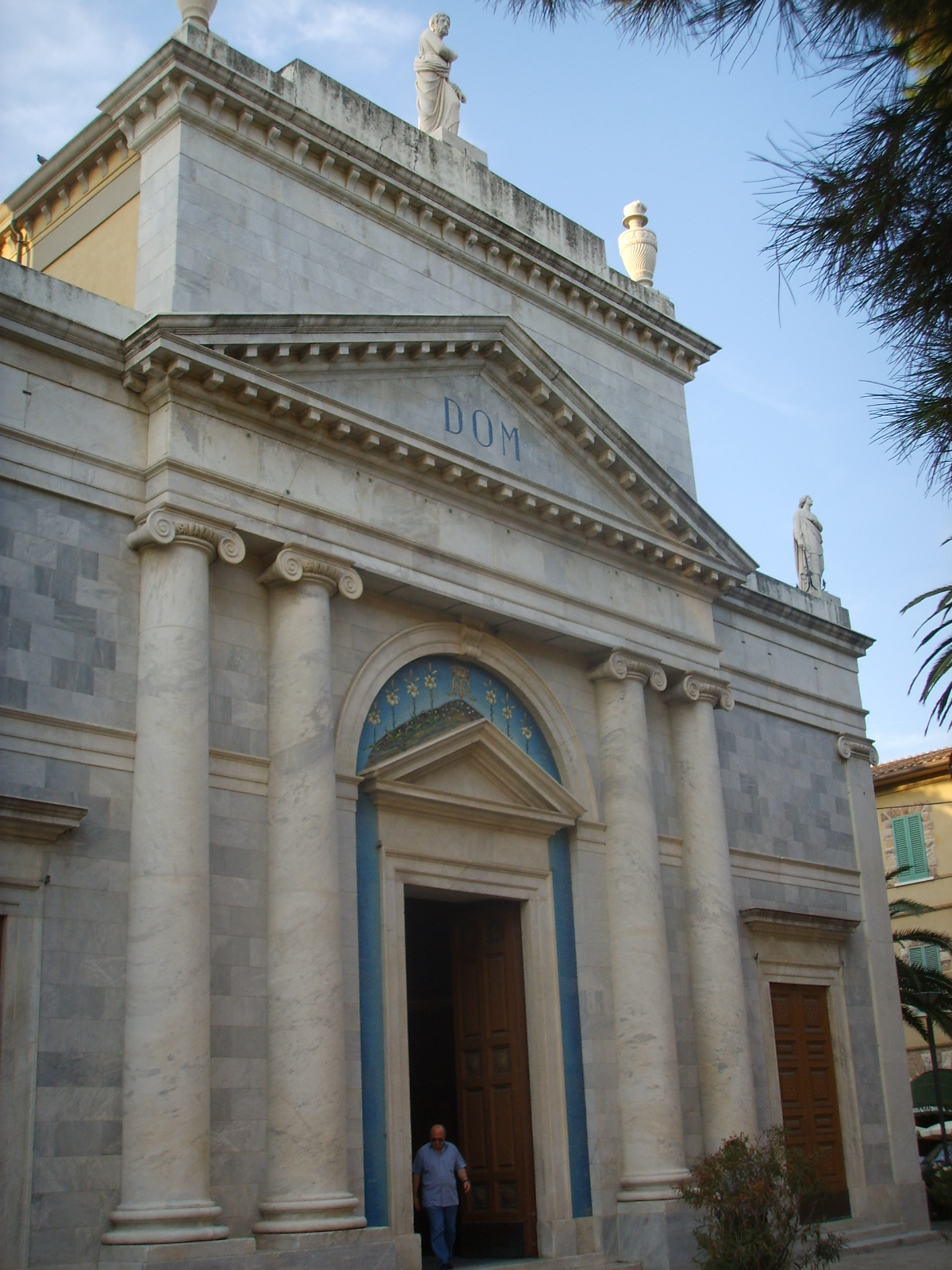
Facciata della chiesa di Sant'Andrea

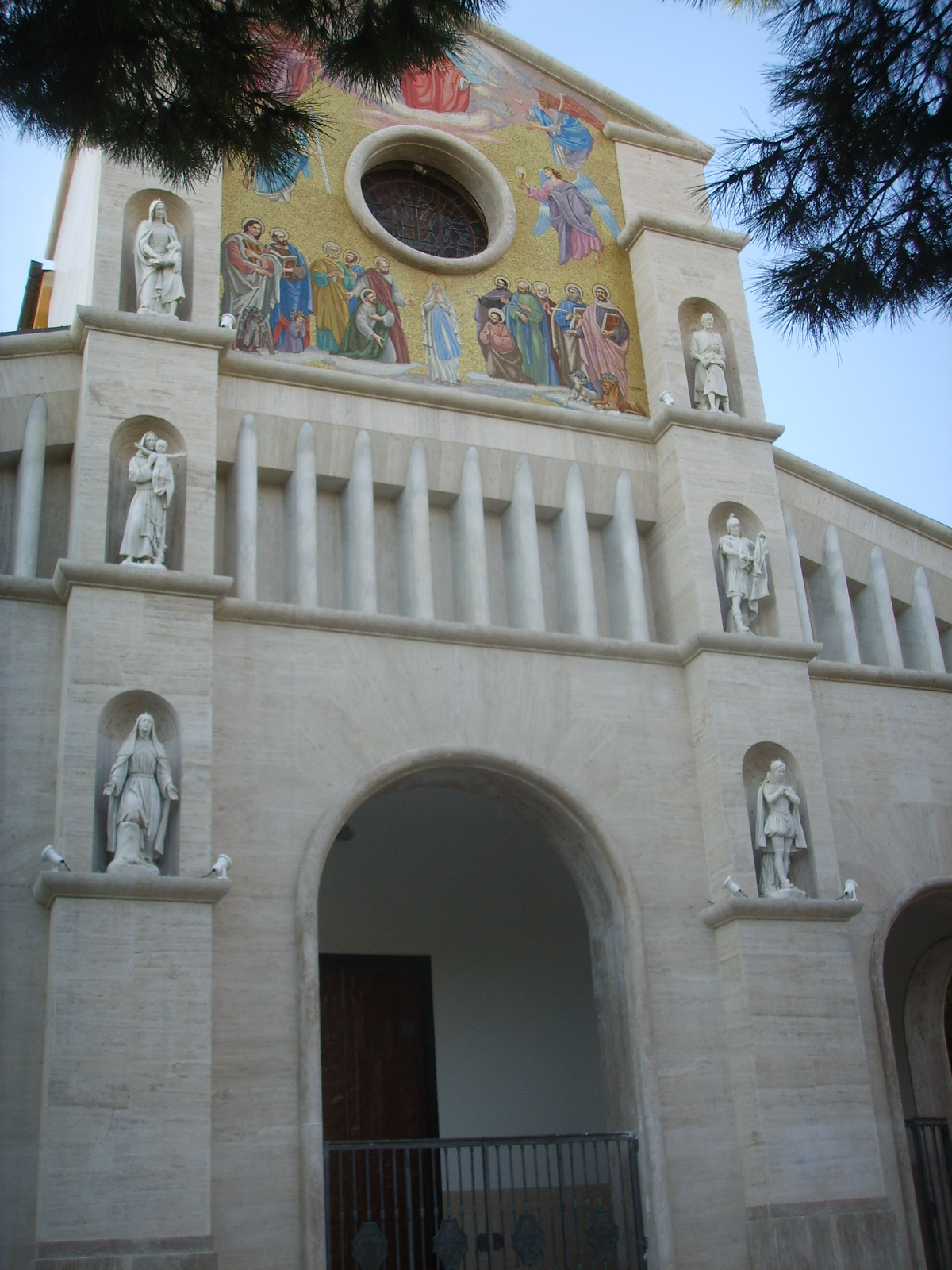
Facciata della chiesa di San Paolino

- Chiesa della Santissima Annunziata (santuario mariano) già chiesa di San Pietro
- Basilica santuario di Sant'Andrea
- Chiesa di San Paolino
- Chiesa di San Giovanni Bosco
- Chiesa di Sant'Antonio
- Chiesa di Santa Maria Assunta
- Chiesa della Madonna del Buon Consiglio
- Chiesa della Confraternita della Misericordia
- Chiesa di Santa Rita
- Chiesina di Santa Rita
- Chiesa dei Sette Santi Fondatori
- Chiesa della Risurrezione di Nostro Signore
- Chiesa del Sacro Cuore di Gesù, inaugurata il 27 giugno 1940. Sorge sul terreno un tempo occupato dal terzo cimitero cittadino. Da notare il prezioso altare del XVIII secolo. La chiesa è stata affrescata dal 1969 al 1974 da Massimo Micheli.
- Chiesa della Natività della Beata Vergine Maria (loc. Bicchio)
- Chiesa di San Giuseppe (Torre del Lago Puccini)
- Chiesetta di San Pietro (Torre del Lago Puccini)
- Chiesetta dei Pescatori, costruita nel 1956 da don Sirio Politi, le cui spoglie sono collocate dal 2002 all'interno dell'edificio. Il prospetto laterale è ornato con un grande murale raffigurante il Cristo dei Pescatori, realizzato nel 1976 da Giovanni Lazzarini.[29]
- Cappella dell'ex-ospedale civile Giuseppe Tabarracci
- (ex) Oratorio di San Giuseppe, sconsacrata. Già usata come mensa dei poveri, è adibita a sala per esposizioni ed eventi culturali
- Edicola della Madonna del Rosario, nota anche come edicola della Madonna Bambina, è particolarmente cara ai viareggini; fu costruita nel 1837 vicino al "ponte di Pisa".
- Sinagoga di via degli Oleandri, realizzata a seguito della dismissione di quella di via Fratti[30]
- Ex chiesa anglicana del Redentore e di Tutti i Santi, sconsacrata. Oggi sede di una pizzeria

#### Cimiteri
Molto interessante è il complesso cimiteriale, formato dal Cimitero comunale, inaugurato nel 1876, e dal Camposanto della Misericordia, la cui prima pietra fu posta nel 1915, che costituisce un vero e proprio museo all'aperto degli scultori e degli storici laboratori del marmo apuo-versiliesi attivi tra Ottocento e Novecento, come quello carrarese di Carlo Nicoli e quello pietrasantino di Ferdinando Palla (1852-1944). Si segnalano in particolare gli scultori Antonio Bozzano, Giacomo Zilocchi e Ferruccio De Ranieri (1867-1957) in collaborazione col figlio Lelio (1890-1967). Suggestivo è il viale delle Cappelle Gentilizie, con opere dei due maggiori architetti viareggini del Novecento, Goffredo Fantini (1857-1923) e Alfredo Belluomini. 
Nel Cimitero comunale, molto conosciuta è la statua tradizionalmente denominata Bimba che aspetta (1895) che adorna l'edicola metallica della famiglia Barsanti-Beretta, opera dello scultore carrarese Ferdinando Marchetti, intorno alla quale sono fiorite alcune credenze e leggende viareggine tramandatesi per intere generazioni. Sempre all'interno del cimitero comunale da segnalare anche il presepe meccanizzato ultracentenario di recente restaurato e tornato al suo originale splendore grazie al gruppo scout di Viareggio 3.

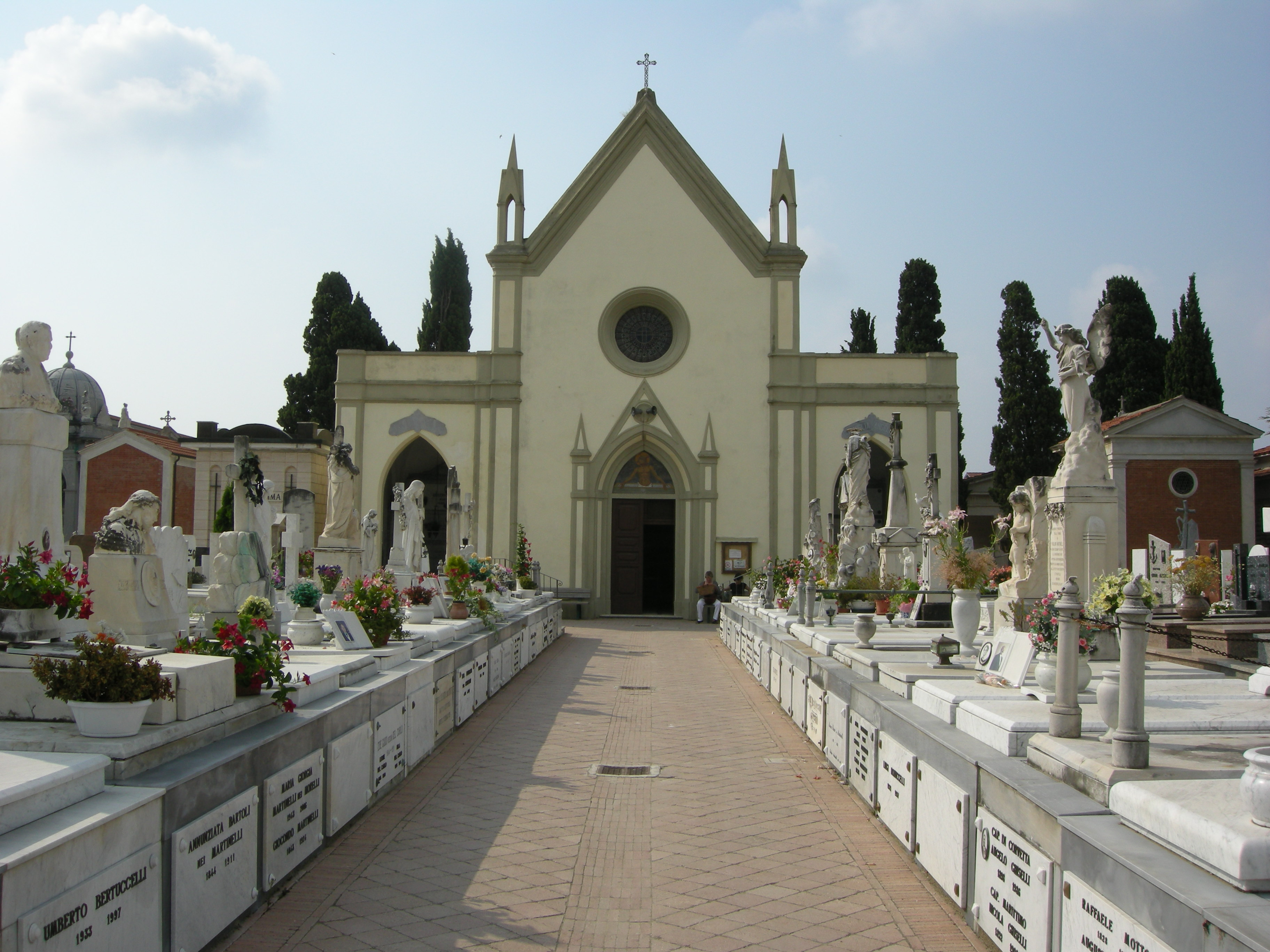
Cimitero della Misericordia, veduta con la cappella
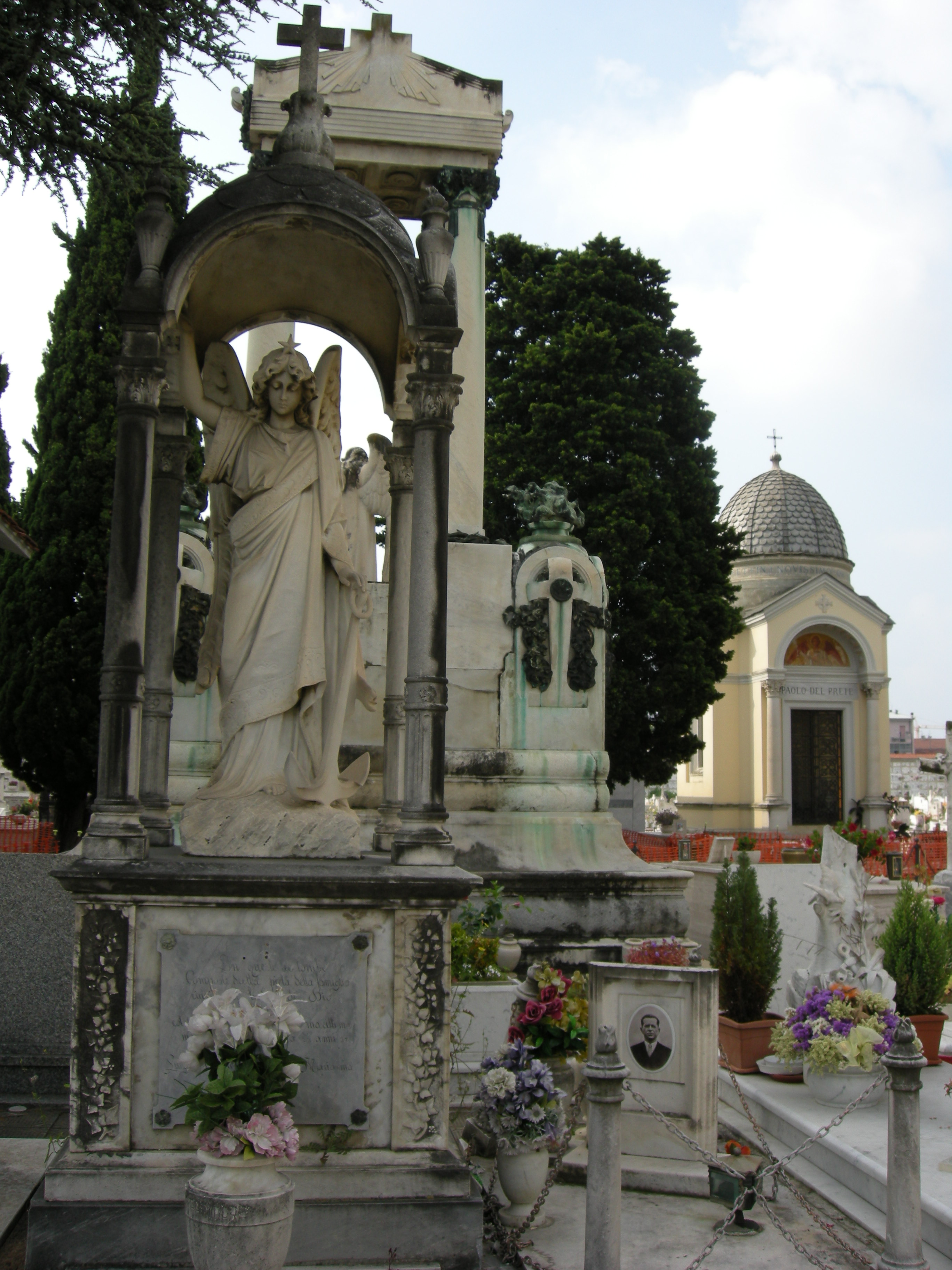
Cimitero della Misericordia, veduta
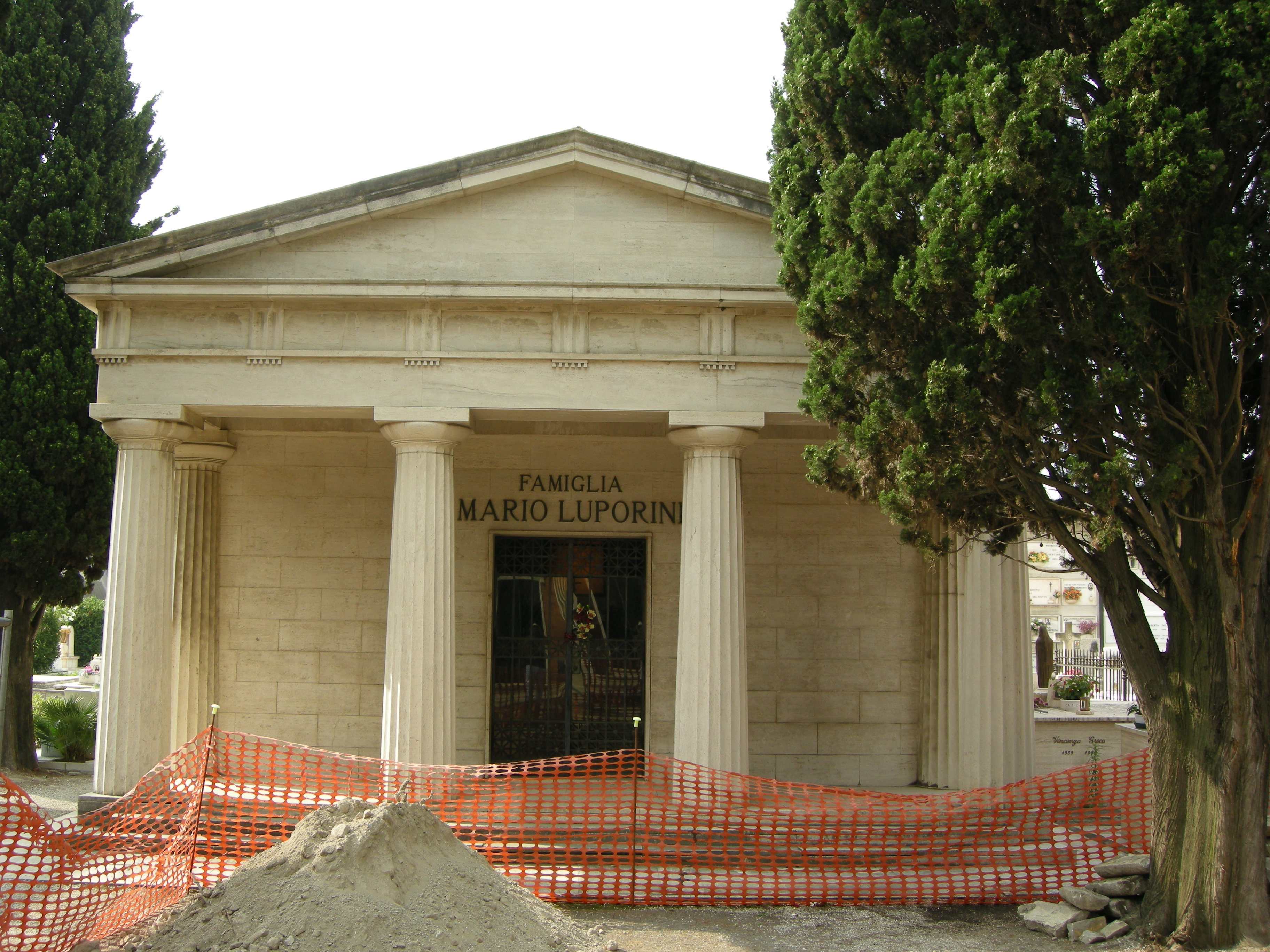
Cimitero della Misericordia, cappella monumentale
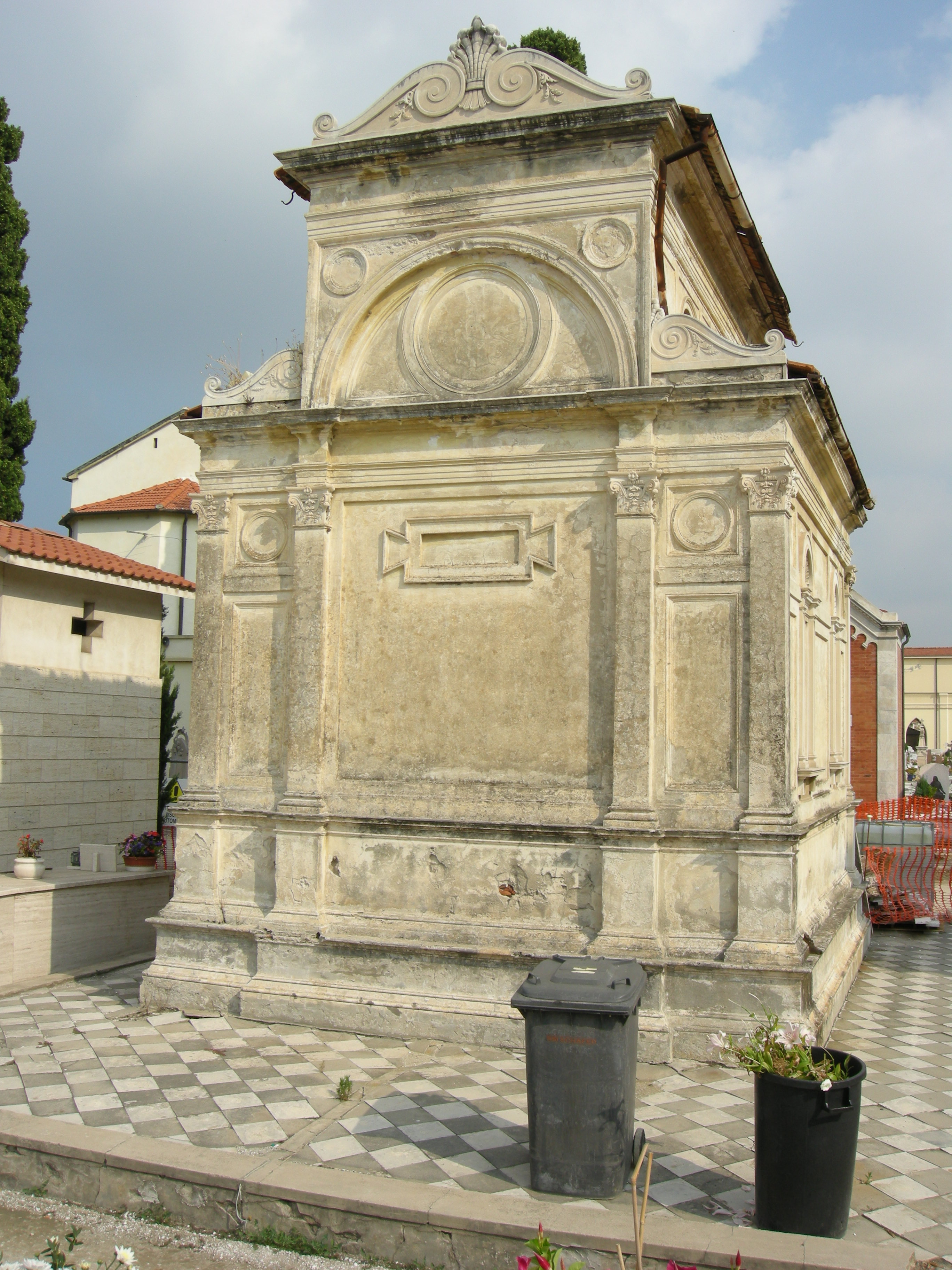
Cimitero della Misericordia, cappella monumentale
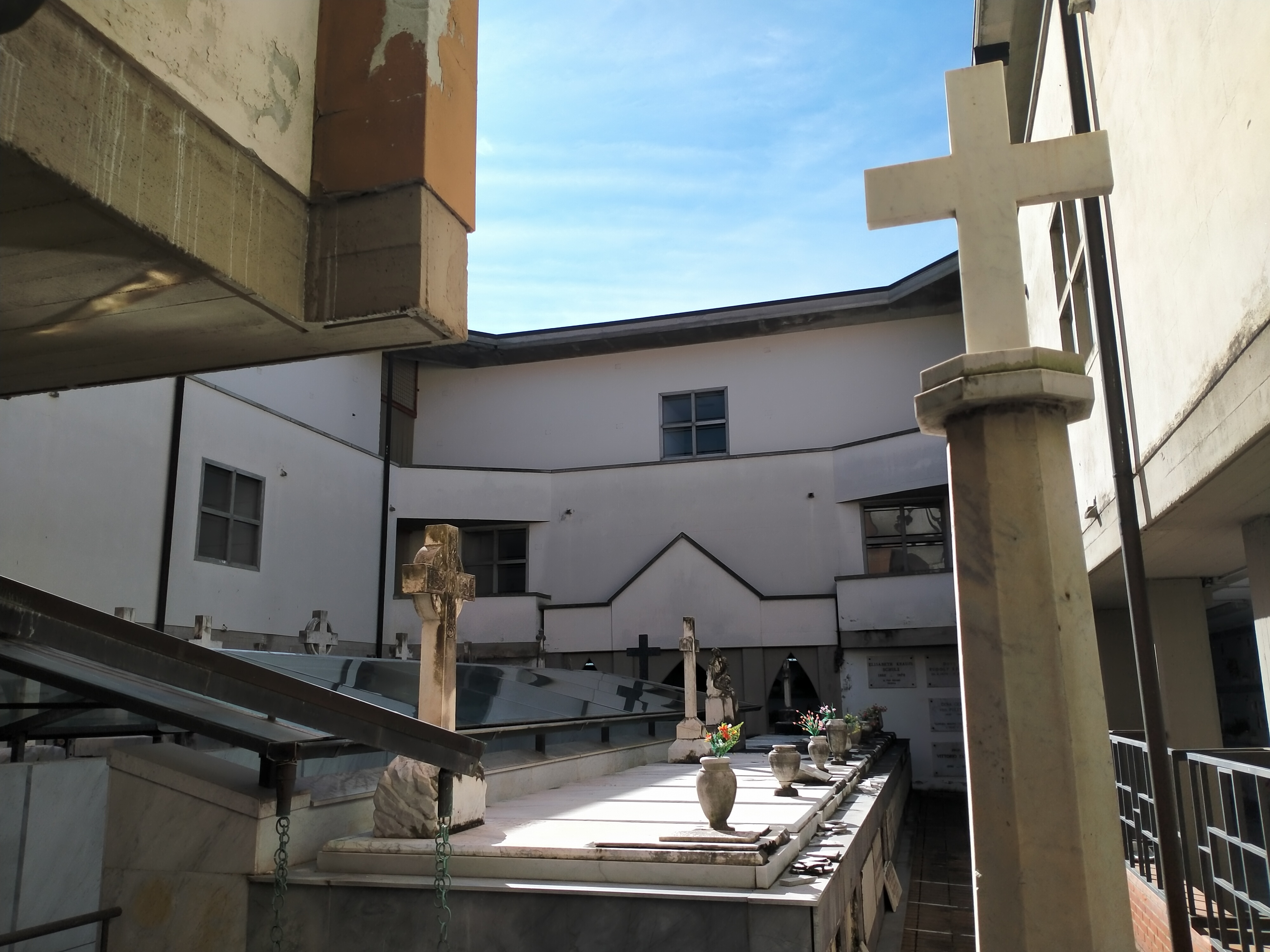
Resti del Cimitero Inglese di Viareggio
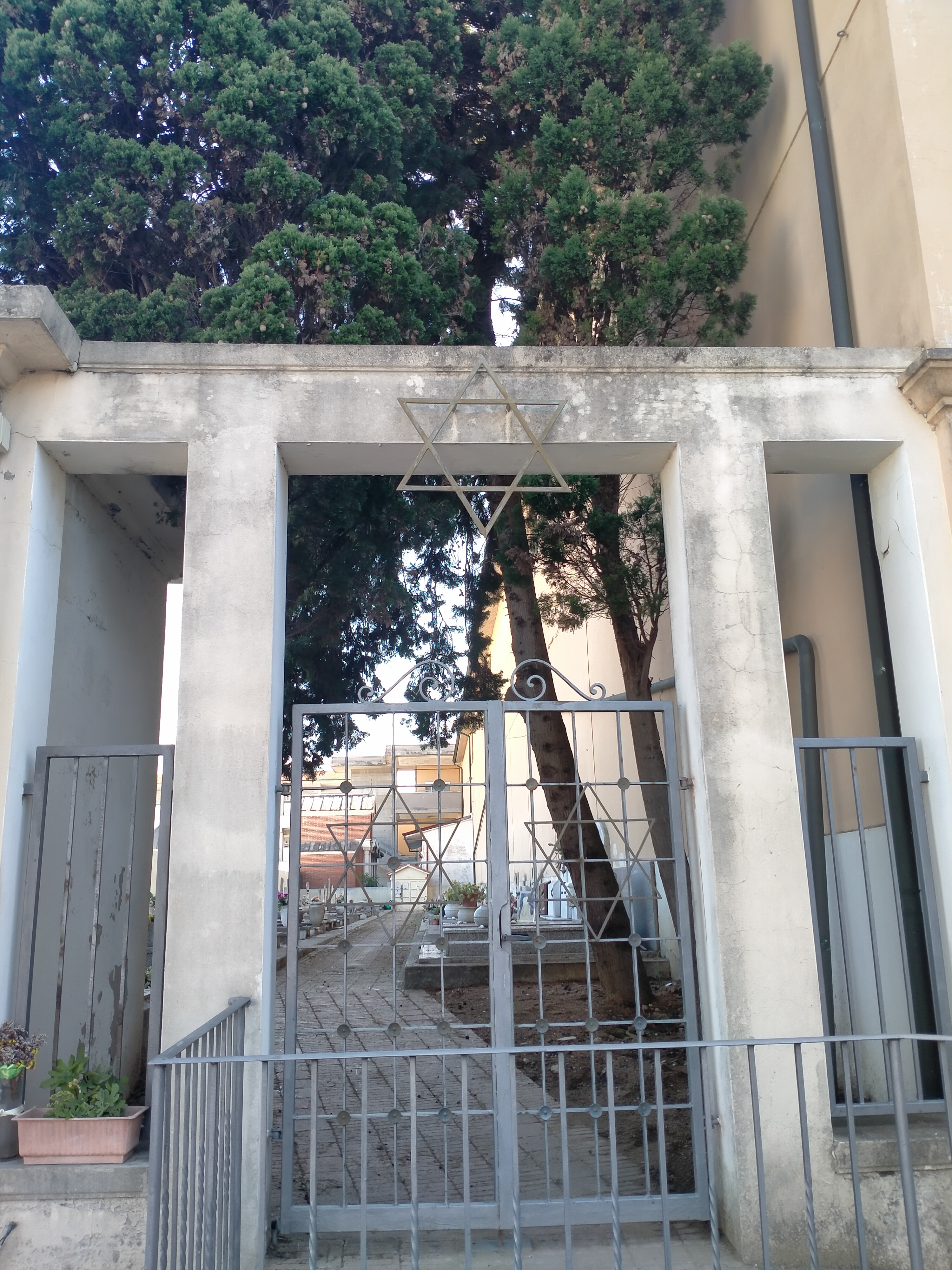
Cimitero ebraico di Viareggio
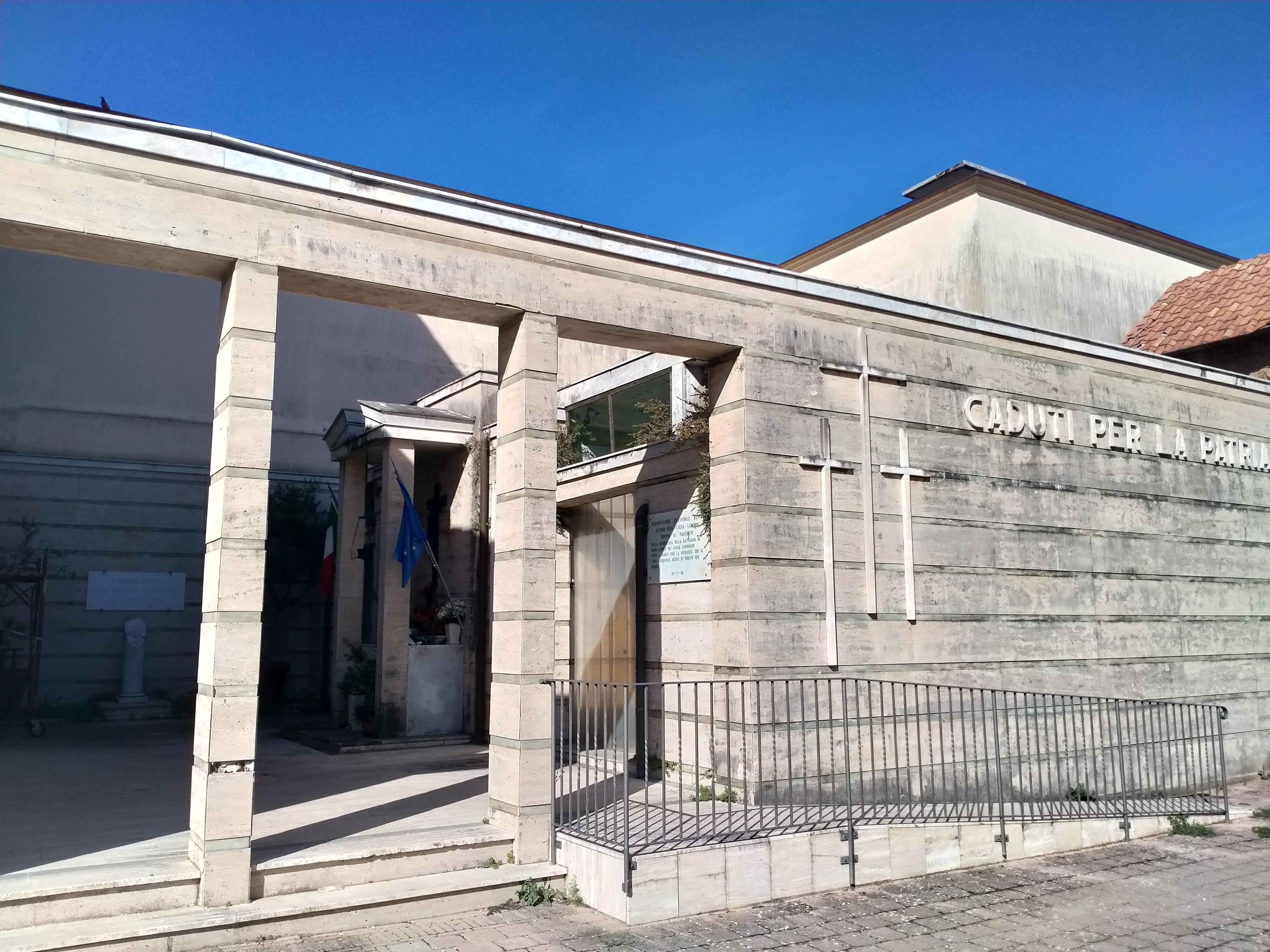
Cimitero di guerra di Viareggio

### Architetture civili

#### Centro storico
(Carlo Francesconi)

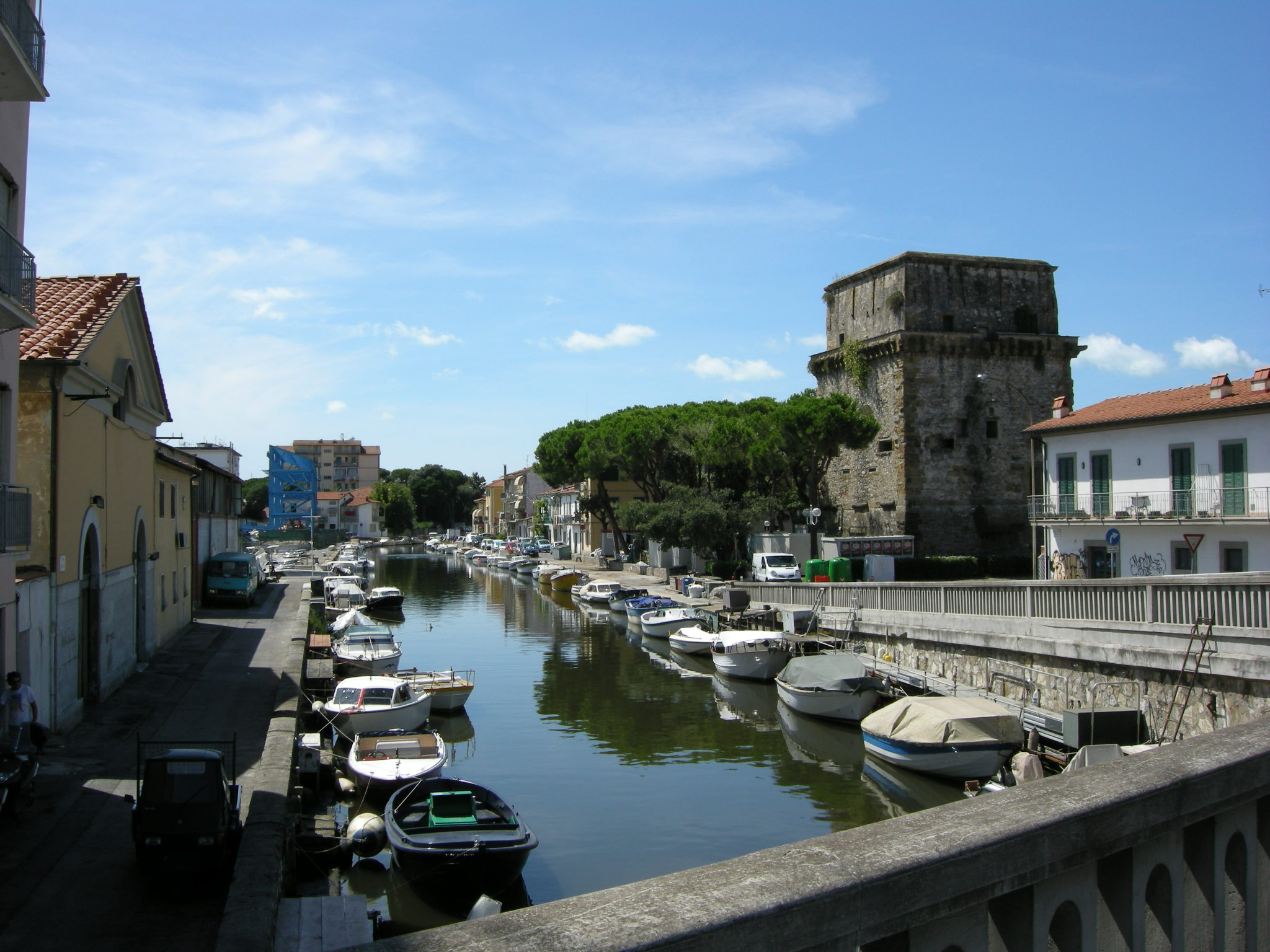
La Torre Matilde e il canale Burlamacca, cuore del Rione Vecchia Viareggio, visti dal Ponte di Pisa. Sulla sinistra i vecchi Magazzini del Sale.

Il centro storico di Viareggio ha subito perdite molto pesanti a seguito dei bombardamenti della seconda guerra mondiale e per scelte urbanistiche fatte nel passato; nonostante ciò esistono ancora alcune tracce del passato più antico della città.
- Torre Matilde, così chiamata perché la sua costruzione è stata erroneamente attribuita alla duchessa Matilde di Canossa, fu costruita nel XVI secolo per volontà del governo lucchese lungo il canale Selice, poi diventato Burlamacca, come torre di osservazione contro le incursioni dal mare. Nel XVI secolo fu rialzata di un piano e nel 1703 l'orologio pubblico che si trovava sul Palazzo del Commissario di Spiaggia fu trasferito sulla sommità della torre. Nel corso del XIX secolo fu adibita a carcere. Nel 1947 l'ultimo piano fu demolito; è adibita a sala per esposizioni ed eventi culturali. Dietro alla torre la pittoresca visione della Darsena Lucca, primo porticciolo della città fatto costruire da Maria Luisa di Borbone-Spagna nel 1820.
- Piazza Ragghianti, la più antica piazza cittadina tuttora esistente, realizzata nel 1549
- Palazzo Belluomini, (via Regia), costruito negli ultimi anni del XVII secolo come residenza estiva dell'omonima famiglia lucchese. Ospitò nel 1809 Pio VII e alcuni Prelati nella notte tra il 9 e 10 luglio mentre veniva condotto prigioniero in Francia.
- Palazzo Bernardini Mansi, (via della Foce), costruito nei primi anni del XVIII secolo come residenza estiva di una famiglia lucchese, forse progettato da Valentino Valentini.
- Palazzo Montecatini, (tra via Regia e la Chiesa della Santissima Annunziata). Anche in questo palazzo, nel 1815 si fermò brevemente Pio VII, per rifugiarsi da Murat.
- Palazzo Giannini, (via Regia), fu residenza degli Ufficiali della Regia Marina, pare che in questo palazzo si siano fermati il poeta Giuseppe Giusti e l'Imperatore Napoleone III.
- Palazzo Cittadella, già hotel Vittoria, (via Regia angolo piazza del Vecchio Mercato), da non confondersi con il Palazzo Ferrante Cittadella, già sede del vecchio municipio, distrutto dai bombardamenti.
- Palazzo Partiti, o Palazzo Frediani, (via Regia), costruito nel XVIII secolo da nobili lucchesi.
- Casa natale di Ippolito Ragghianti
- Teatro Politeama
- Vecchio Mercato Ittico, sede del Museo della Marineria.
- Casette del XVII secolo, (via Pinciana), sei edifici, parzialmente conservati. Negli anni 1980 furono proposte come sede per il Museo della Marineria, sono di proprietà privata.
- Istituto delle Suore Mantellate, (via San Francesco e via Sant'Andrea).
- ex Istituto delle Suore Medee, (via Regia).
- Faro di Viareggio, di origine ottocentesca ma ricostruito nel XX secolo
- Palace Hotel, progettato dall’architetto Alfredo Belluomini è uno dei principali esempi di architettura liberty in Italia.

#### Passeggiata e viali a mare

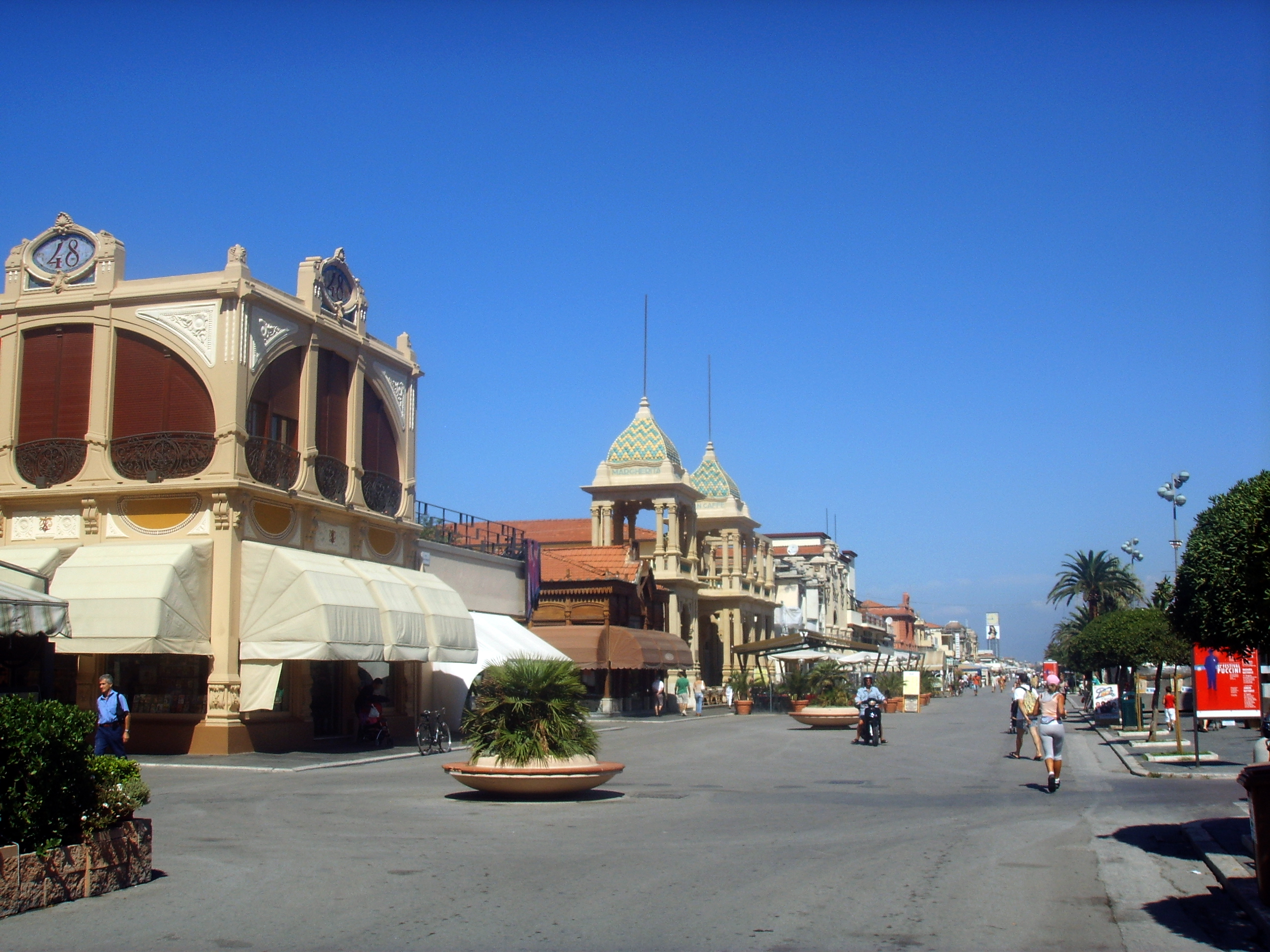
Veduta della Passeggiata

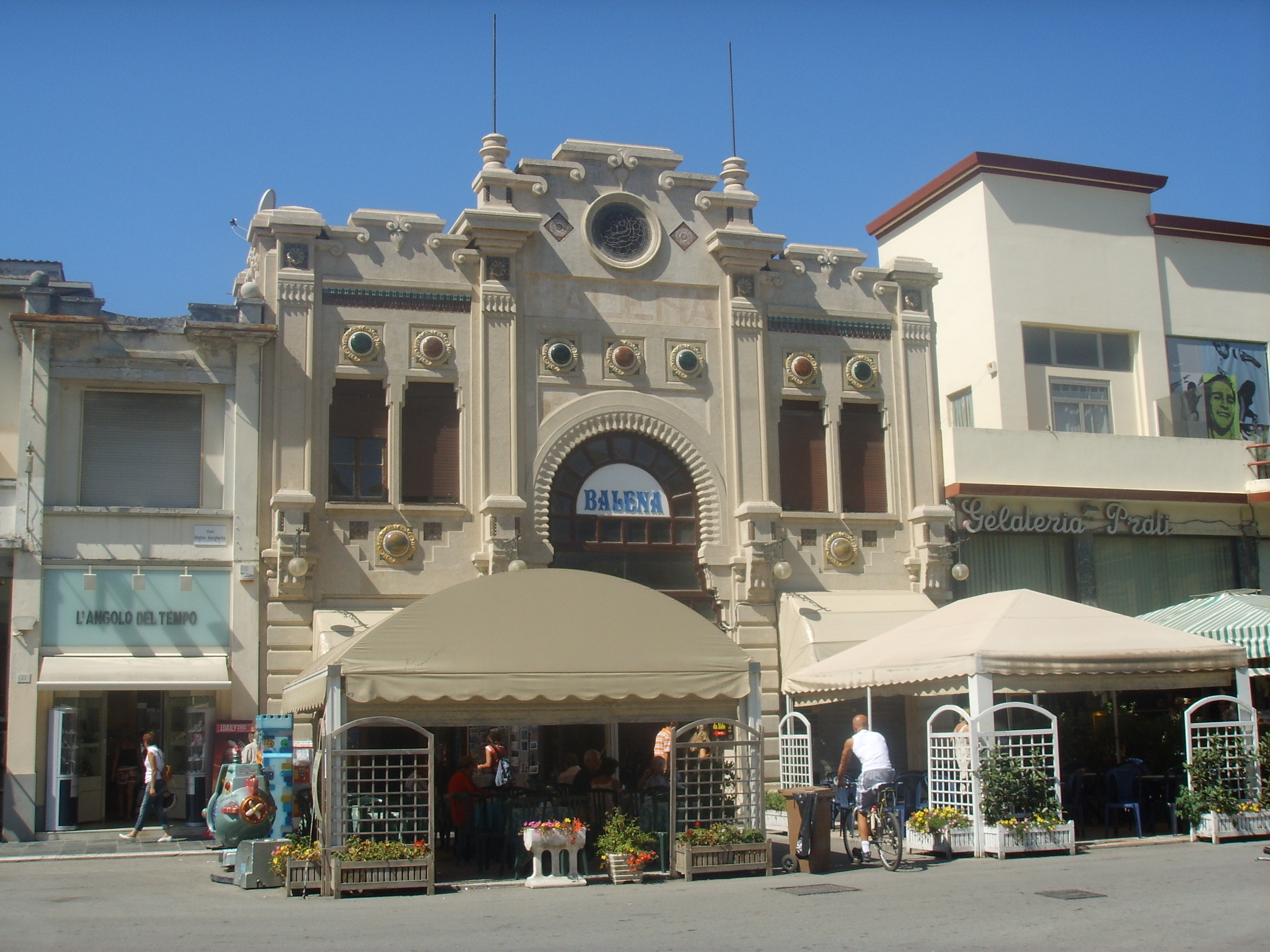
Bagno Balena

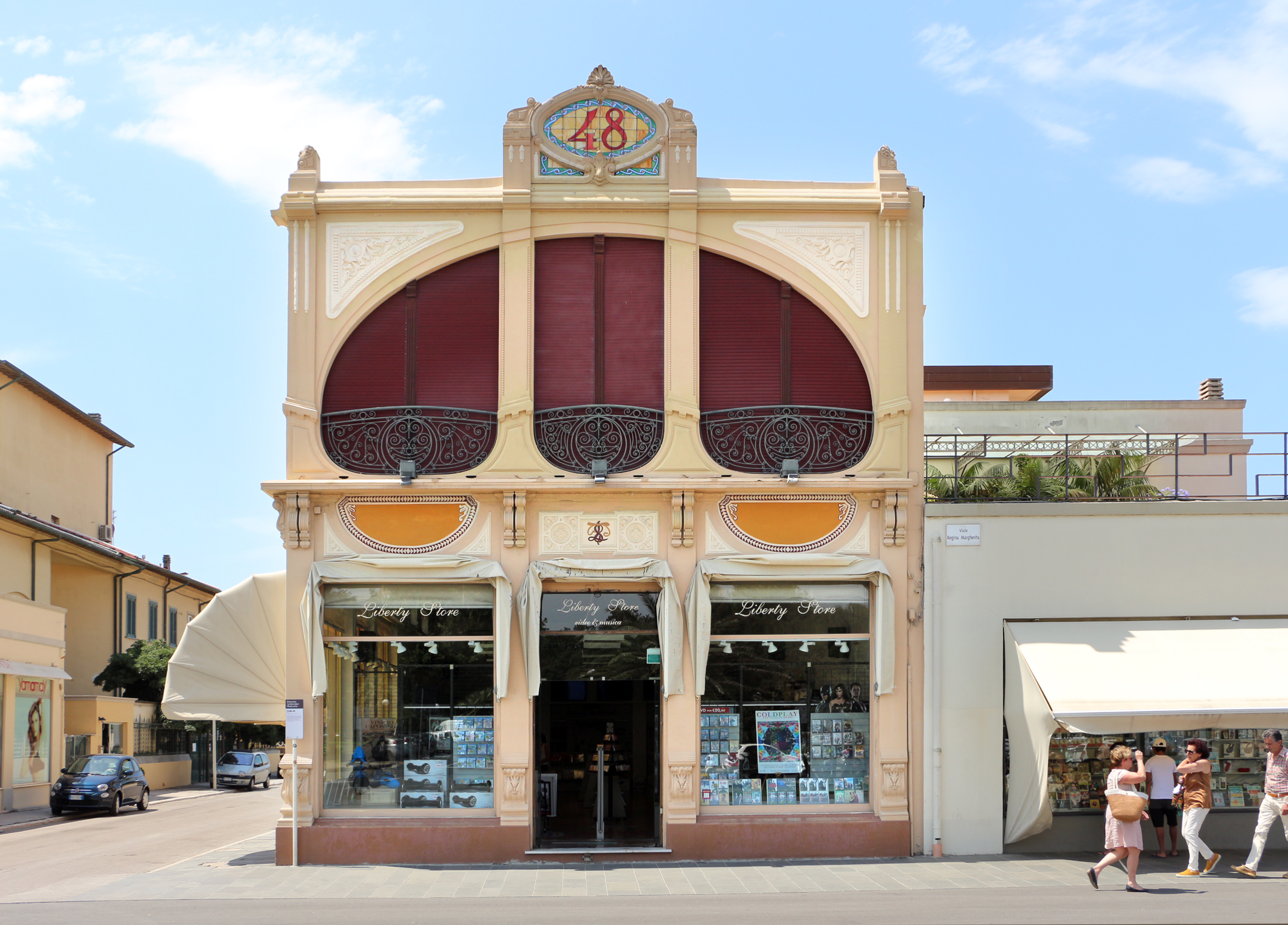
Magazzini Duilio 48, detto "Il 48"

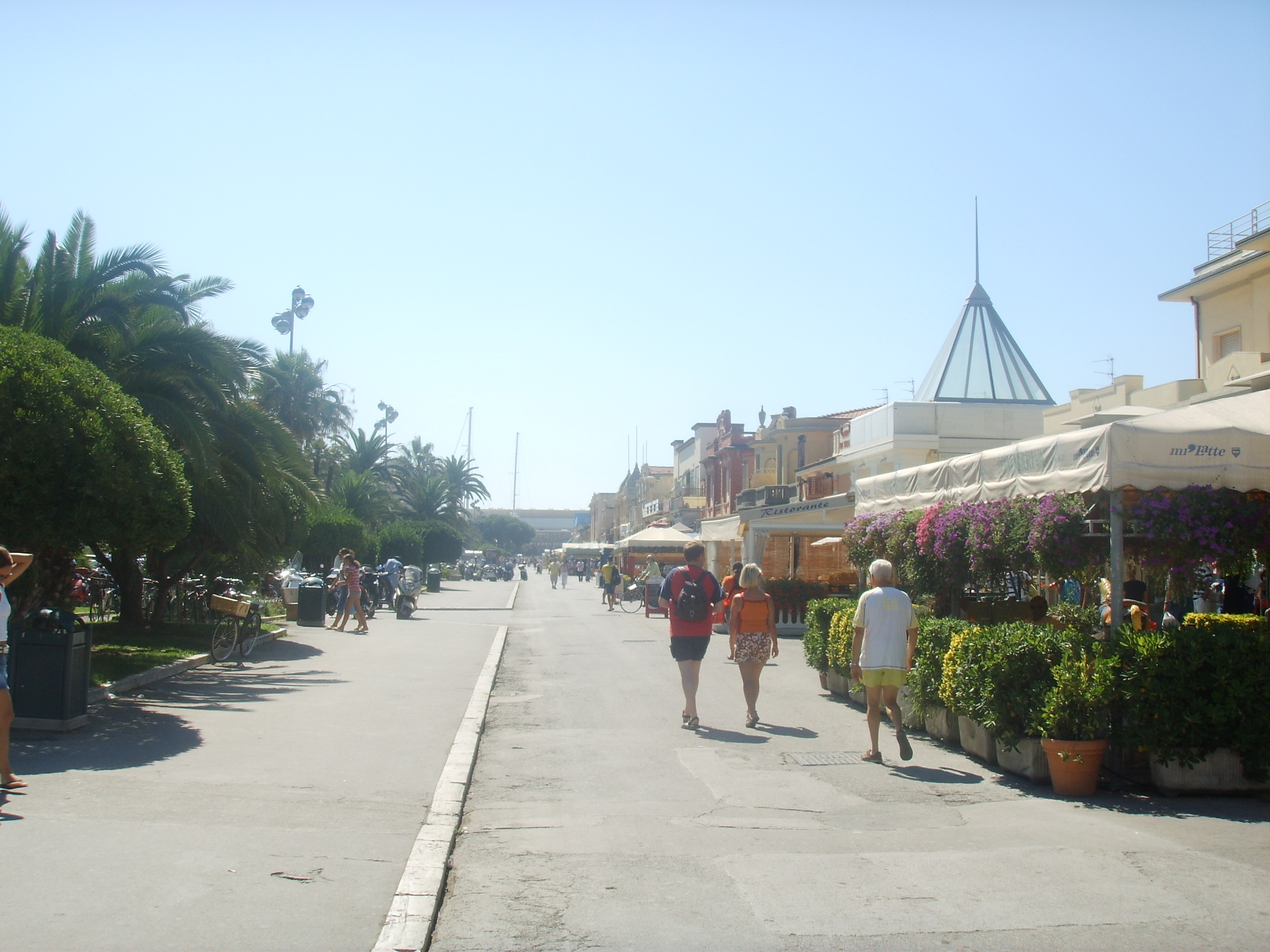
Veduta della Passeggiata

È la zona più monumentale e di maggior pregio artistico della città, per qualità e quantità di edifici di interesse architettonico. Alcuni tra i più importanti sono:
- Teatro Supercinema, con Caffè Savoia, 1925-1927, inaugurato nel 1929, progettato da Alfredo Belluomini e decorato da Galileo Chini, oggi Caffè Liberty.
- Galleria Nettuno, restaurato.
- Teatro Eden, 1930, rimaneggiato nel 1933 e 1950, progettato da Ario Morandi, stile tardo-liberty. Fu proprietario Ermete Zacconi. Dal 15 luglio 2024 torna di proprietà comunale.
- Magazzini Duilio 48, 1933, ricostruito nel 1947, stile Liberty, per i viareggini "Il 48".
- Negozio Martini, 1896, ristrutturato nel 1929 ricostruito nel 1947, struttura in legno.
- Gran Caffè Margherita, 1928, progettato da Alfredo Belluomini e Galileo Chini, decorato da Galileo Chini, stile Liberty. Adibito a caffè e ristorante, frequentato fra gli altri da Giacomo Puccini, rappresenta uno degli edifici storici dell'epoca iniziale del XX secolo; ospita la libreria Mondadori di Viareggio, un grande Ristorante e lo storico Caffè.
- Galleria del Libro, 1931, progettato da e decorato da Alfredo Belluomini.
- Bagno Balena, 1928, progettato da Alfredo Belluomini e decorato da Alfredo Belluomini e Galileo Chini, stile decò.
- Cinema Eolo, 1932, ristrutturato nel 1937, ricostruito nel Dopoguerra sul progetto di Alfredo Belluomini (1937), chiude nel 2008.
- Bagno Felice, 1933, progettato e decorato da Alfredo Belluomini.
- Bagno Amedeo, 1931, progettato e decorato da Alfredo Belluomini.
- Bagno Tre Stelle, 1929.
- Bagno Bertuccelli e Bagno Martinelli, 1931, progettato da Leonzi, Puccinelli e Alfredo Belluomini e decorato da Alfredo Belluomini.
- Bagno Marco Polo, 1931 progettato da Attilio Petrucci e da Leonzi, ritoccato nel 1938 da Alfredo Belluomini.
- Bagno Tritone, 1934.
- Il Principino, 1940, progetto di Aldo Castelfranco, architettura fascista.
- Hotel London, già Bretagna, 1928, progettato e decorato da Alfredo Belluomini
- Hotel Liberty, 1924, progettato da Alfredo Belluomini e decorato da Galileo Chini.
- Villa Arrighi, 1925, progettato da Alfredo Belluomini e decorato da Galileo Chini.
- Villino Bertolli, 1850, ristrutturato nel 1920-1930, progettato da Alfredo Belluomini e decorato da Galileo Chini
- Hotel Palace, già Mediterraneo, 1922, progettato e decorato da Alfredo Belluomini.
- Grand Hotel Royal, 1925, progettato e decorato da Alfredo Belluomini.
- Hotel Imperiale, ampliato nel 1925, progettato da Alfredo Belluomini e decorato da Galileo Chini.
- Hotel Excelsior, 1923, ampliato e ristrutturato dal 1923 al 1927, progettato da Alfredo Belluomini e decorato da Galileo Chini.
- Hotel Esplanade, (piazza Puccini) ristrutturato nel 1924, progettato e decorato da Alfredo Belluomini.
- Hotel Marchionni, (piazza Puccini), 1923, progettato da Alfredo Belluomini e decorato da Galileo Chini.
- Stabilimento Balneare Principe di Piemonte
- Grand Hotel Principe di Piemonte
- Teatro Politeama

#### Centro odierno

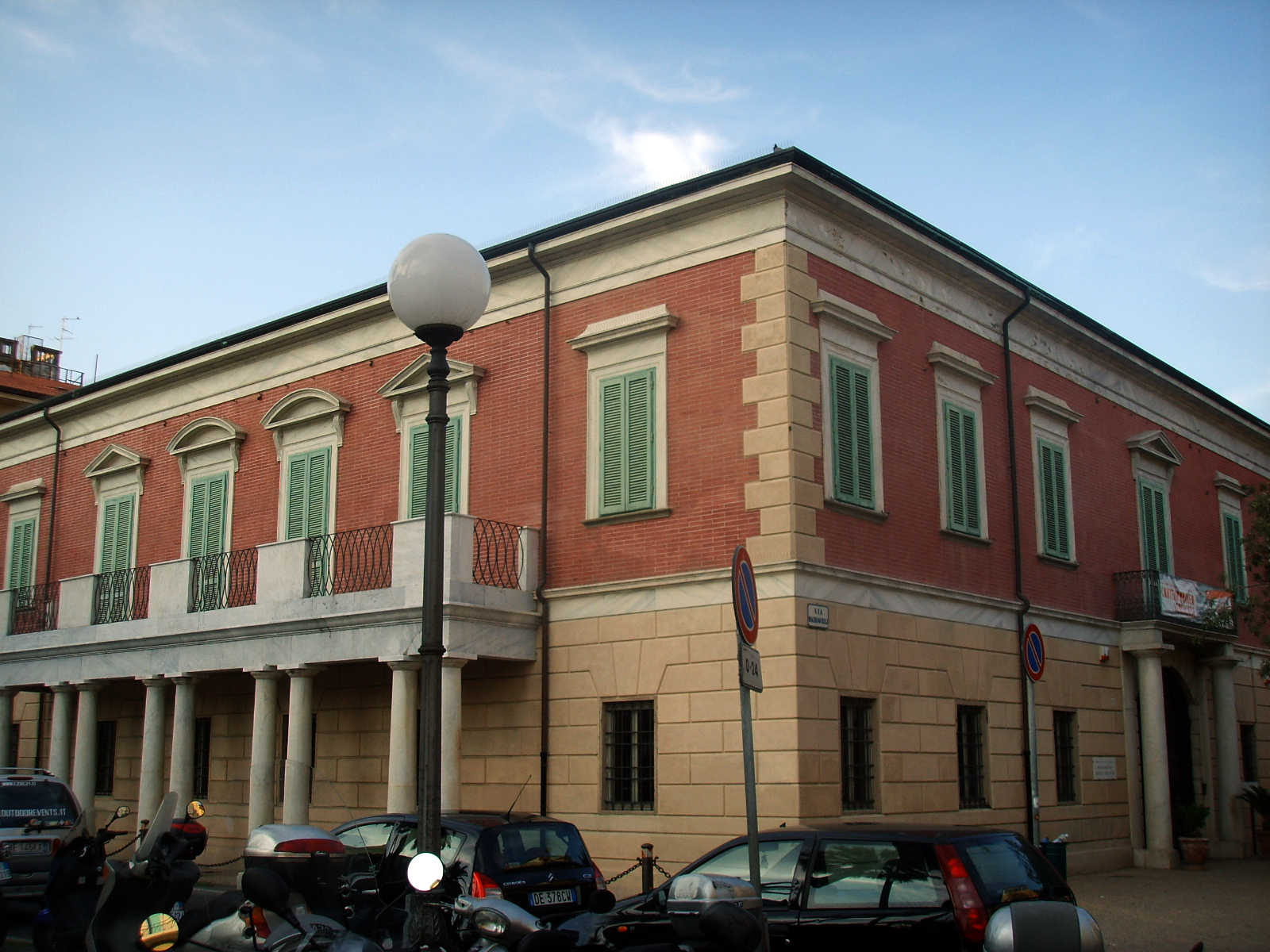
Villa Paolina

- Villa Paolina, residenza estiva di Paolina Borghese, sorella di Napoleone Bonaparte, costruita nel 1822, progetto di Giuseppe Lazzarini. Fu in seguito adibita a scuola; ospita i "Civici Musei di Villa Paolina" (il "Museo Archeologico Alberto Carlo Blanc", la "Pinacoteca Lorenzo Viani", il "Museo degli Strumenti Musicali Giovanni Ciuffreda") e l'Atelier e Archivio del pittore Alfredo Catarsini (Viareggio 1899, 1993) e alcuni uffici dell'Ufficio Cultura del Comune di Viareggio. Sono visitabili gli Appartamenti Monumentali di Paolina Bonaparte, restaurati da alcuni anni e utilizzati per esposizioni.
- Palazzo delle Muse, (piazza Mazzini), costruito a partire dal 1861, così chiamato perché gran parte dei soldi usati per costruirlo provenivano dalle donazioni di artisti. Fu realizzato per volontà di Giuseppe Barellai ad uso di Ospizio Marino, nel 1912, sempre per volontà di Barellai, divenne Colonia Permanente. Nel 1938 la colonia si trasferì a Cinquale (MS) e il palazzo fu acquistato dal comune per adibirlo a scuola, a sede del Comune e successivamente a sede della Biblioteca Comunale, del Centro Documentario Storico, della Fondazione Carnevale (nel frattempo trasferitasi alla Cittadella del Carnevale) e del GAMC (Galleria d'Arte Moderna e Contemporanea).
- Villino Brunetti
- Villino Tolomei
- Villino Il Guscio
- Villa Argentina, (via Fratti angolo Via Vespucci), 1868, ristrutturata nel 1926, progettato da Alfredo Belluomini e decorato da Galileo Chini. Splendido edificio in stile Liberty; è di proprietà della Provincia di Lucca. Un nuovo restauro si è concluso nel 2014, con inaugurazione il 23 novembre di quello stesso anno.
- Villa Carmen (in via Vittorio Veneto, tra via XX Settembre e via Leonardo da Vinci), villino liberty del 1910 di proprietà privata, completamente ristrutturato nel 2010, con decorazioni floreali e piante secolari nel giardino.
- Mercati Generali, detto “Il Piazzone”, (piazza Cavour), 1924, progettato e decorato da Alfredo Belluomini.
- Sede della Ven. Arciconfraternita della Misericordia, (via Cavallotti), 1925, progettato da Alfredo Belluomini e decorato da Galileo Chini. Al primo piano la Sala del Consiglio è stata affrescata da Massimo Micheli.
- Palazzo Moretti, (via Mazzini angolo via IV Novembre), proprietà privata, già sede dell'Ospedale Territoriale della Croce Rossa (nella prima guerra mondiale), già sede dell'Istituto Professionale "G. Marconi".
- Liceo Classico Giosuè Carducci, (adiacente a Villa Paolina, via Paolina Bonaparte - via IV Novembre), 1925-1931, rimaneggiato nel corso degli anni, progettato e decorato da Alfredo Belluomini.
- Scuola Elementare "Giovanni Pascoli", (via Puccini), costruita nel 1931, inaugurata nel 1932, ampliata in seguito.
- Scuole Elementari "Raffaello Lambruschini", (via Cavallotti), costruita dal 1908 dal progetto dell'ing. Fantini, nel 1910 viene intitolata a Lambruschini.
- ex Ospedale Civile "Giuseppe Tabarracci", (via Fratti).
- Istituto Casa di Riposo "Sacro Cuore di Gesù", (via Pucci), per i viareggini i "Poveri Vecchi", 1929.
- Istituto "Santa Dorotea", (via XX Settembre), fine dell'XIX secolo, ampliato nel 1928.
- Negozio Talmone, già Caffè Guarany, (via Garibaldi ang. Via Battisti), 1929-1930, progettato decorato da Alfredo Belluomini.
- Ottica Bartolini, (via Garibaldi ang. Via IV Novembre), progettato decorato da Alfredo Belluomini, stile neorinascimentale.
- Negozio Limoni, già Bemi, (via Garibaldi ang. Piazza Garibaldi), progettato decorato da Alfredo Belluomini. Sulle piastrelle della facciate c'è la scritta, in latino, “hic manemibus optime” (qua staremo benissimo).
- Casa Vellutini, (piazza D'Azeglio), 1924, progettato da Alfredo Belluomini e decorato da Galileo Chini.
- Sede dell'Unicredit, già Credito Italiano, già casa Frediani, (piazza D'Azeglio ang. Via Machiavelli), ristrutturato nel 1931, progettato e decorato da Alfredo Belluomini.
- Villino Amoretti, (piazza D'Azeglio), 1880-1885, sopraelevato nel 1925, progettato da Alfredo Belluomini e decorato da Galileo Chini.
- Villino "Parva Domus Magna Quies", (piazza D'Azeglio, 25), l'edificio di proprietà Anacleto Morandi è databile intorno al 1880. Nel 1884 viene acquistato da Margherita Beaumont che lo cede ad Alessandra de Skeariatine di Smolenzio (Russia). Il Villino viene rialzato nel 1906, e dopo vari passaggi di proprietà viene acquistato dalla famiglia Rosano, già proprietaria del Teatro Eden e dell'Hotel London. Da notare la piastrella ceramica di produzione Chini. Gli arredamenti interni della sala d'ingresso furono realizzati dalla ditta Spicciani di Lucca.
- Casa De Ranieri (via Mazzini ang. Via Sant'Andrea), 1921, progettato e decorato da Alfredo Belluomini.
- Pensione Paolina (viale Buonarroti), progettato da Alfredo Belluomini e decorato da Galileo Chini.
- ex Villini Billet e De Ranieri, (viale Buonarroti), progettato e decorato da Alfredo Belluomini, stile neogotico.
- Villino Tomei, (via D'Annunzio ang. Via Buonarroti), 1923, progettato da Alfredo Belluomini e decorato da Galileo Chini.
- Villino Bertoni, (viale Buonarroti ang. Via Saffi), 1923, progettato da Alfredo Belluomini e decorato da Galileo Chini, stile neorinascimentale rivisitato in chiave eclettica.
- Stazione ferroviaria di Viareggio, Razionalismo italiano.

### Musei

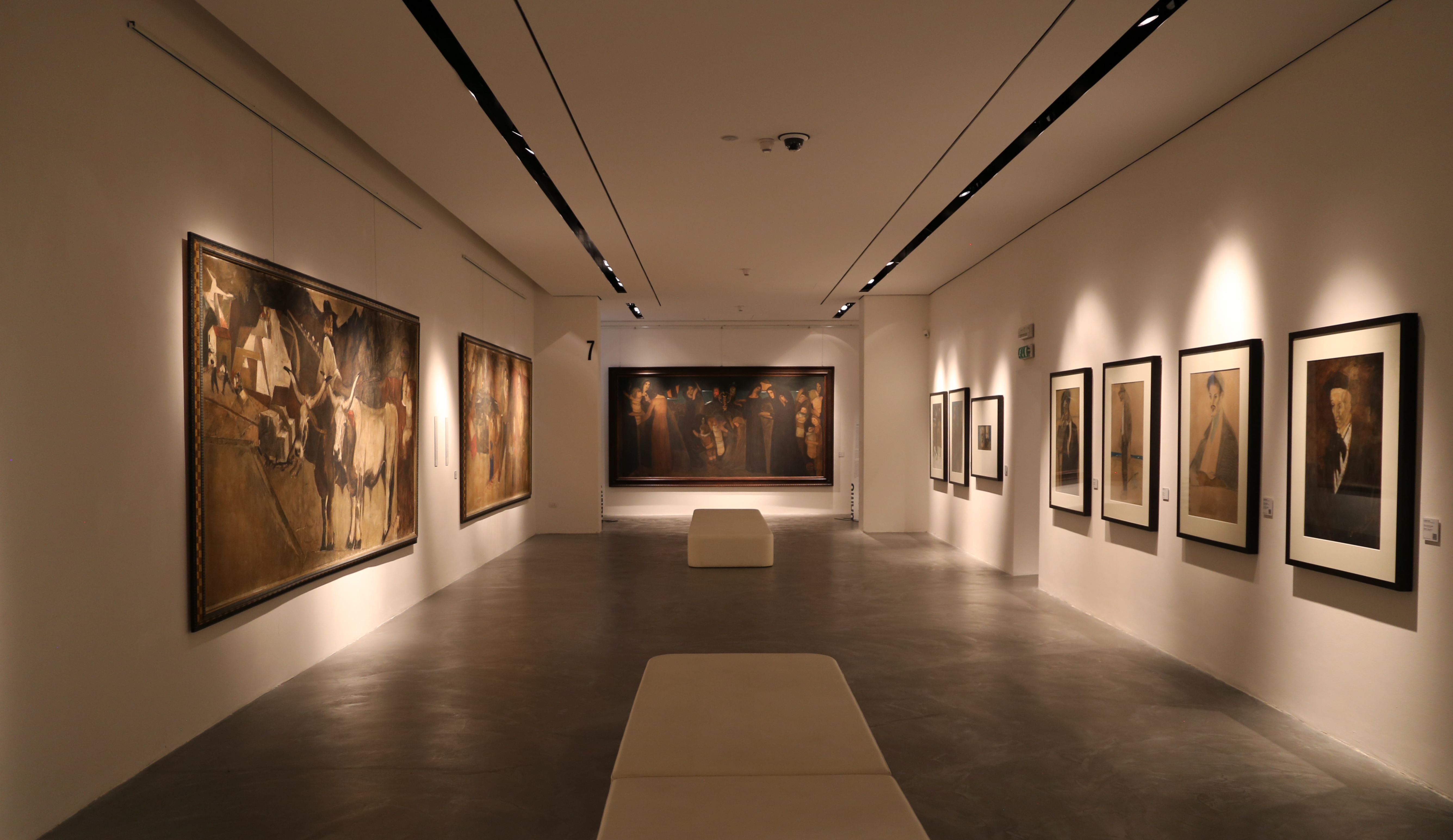
Sala di Lorenzo Viani presso la GAMC

#### Il Carnevale

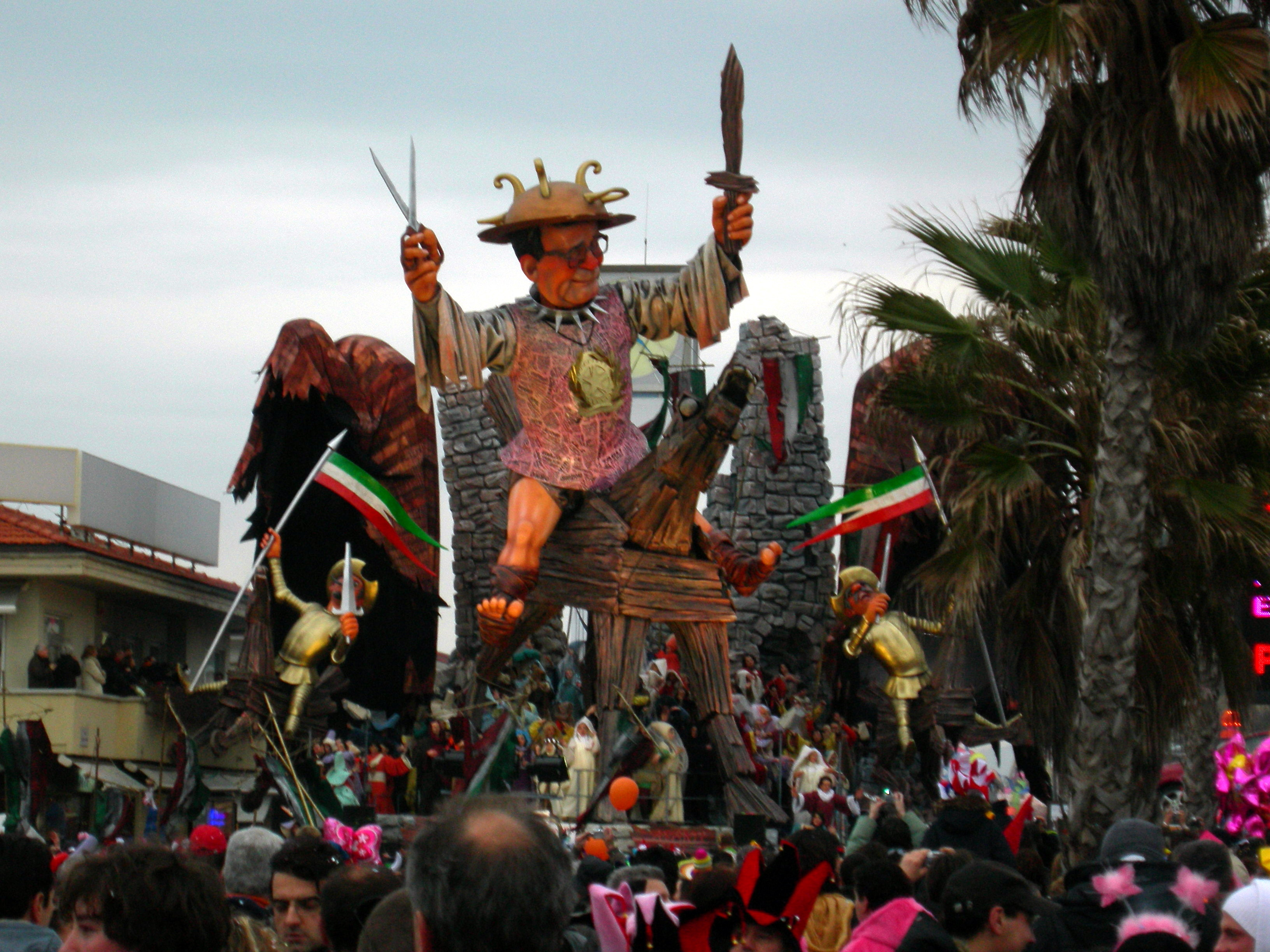
Carro del Carnevale, 2007

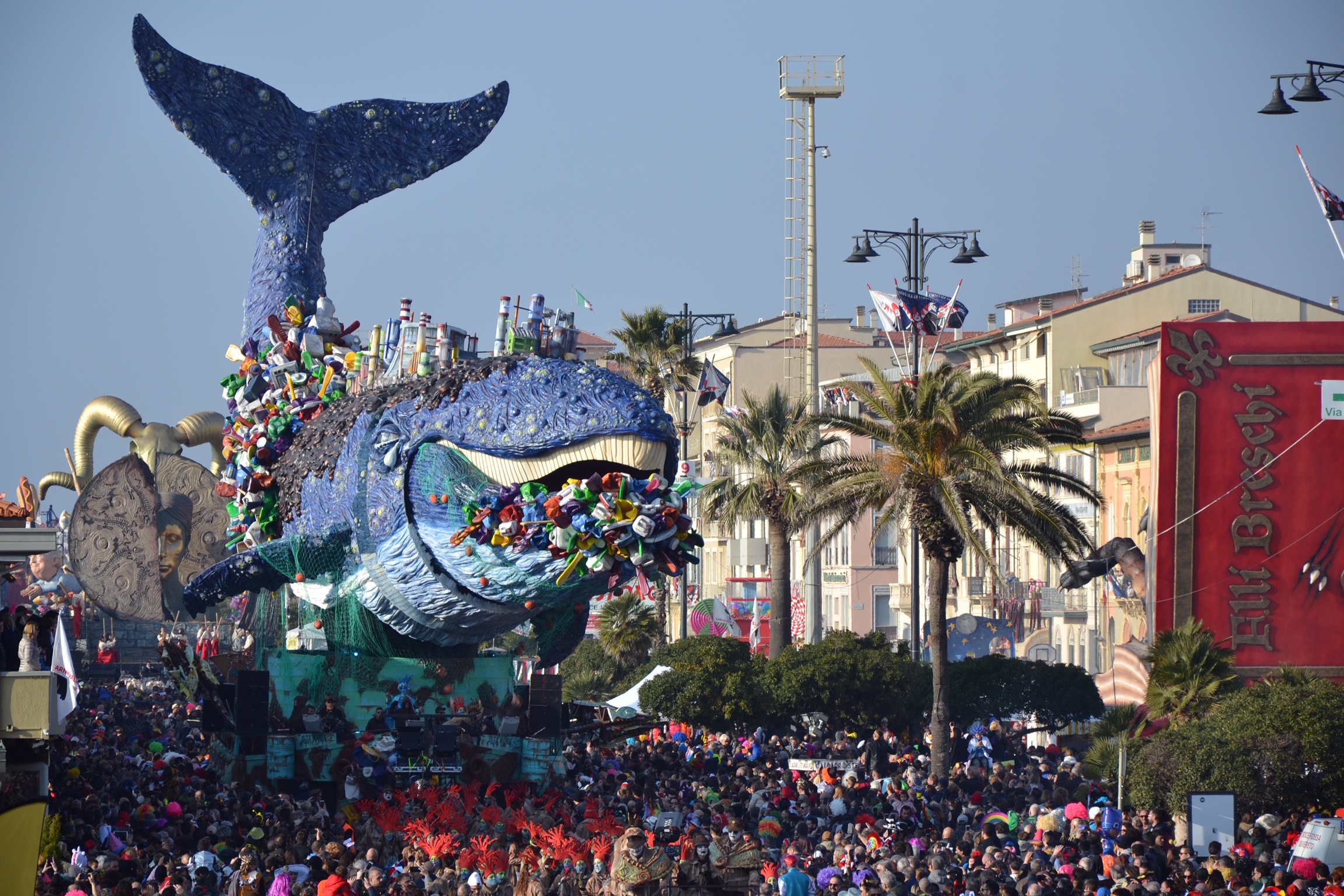
Carro di prima categoria del Carnevale di Viareggio sfila lungo la passaggiata nel 2019

#### Altre zone

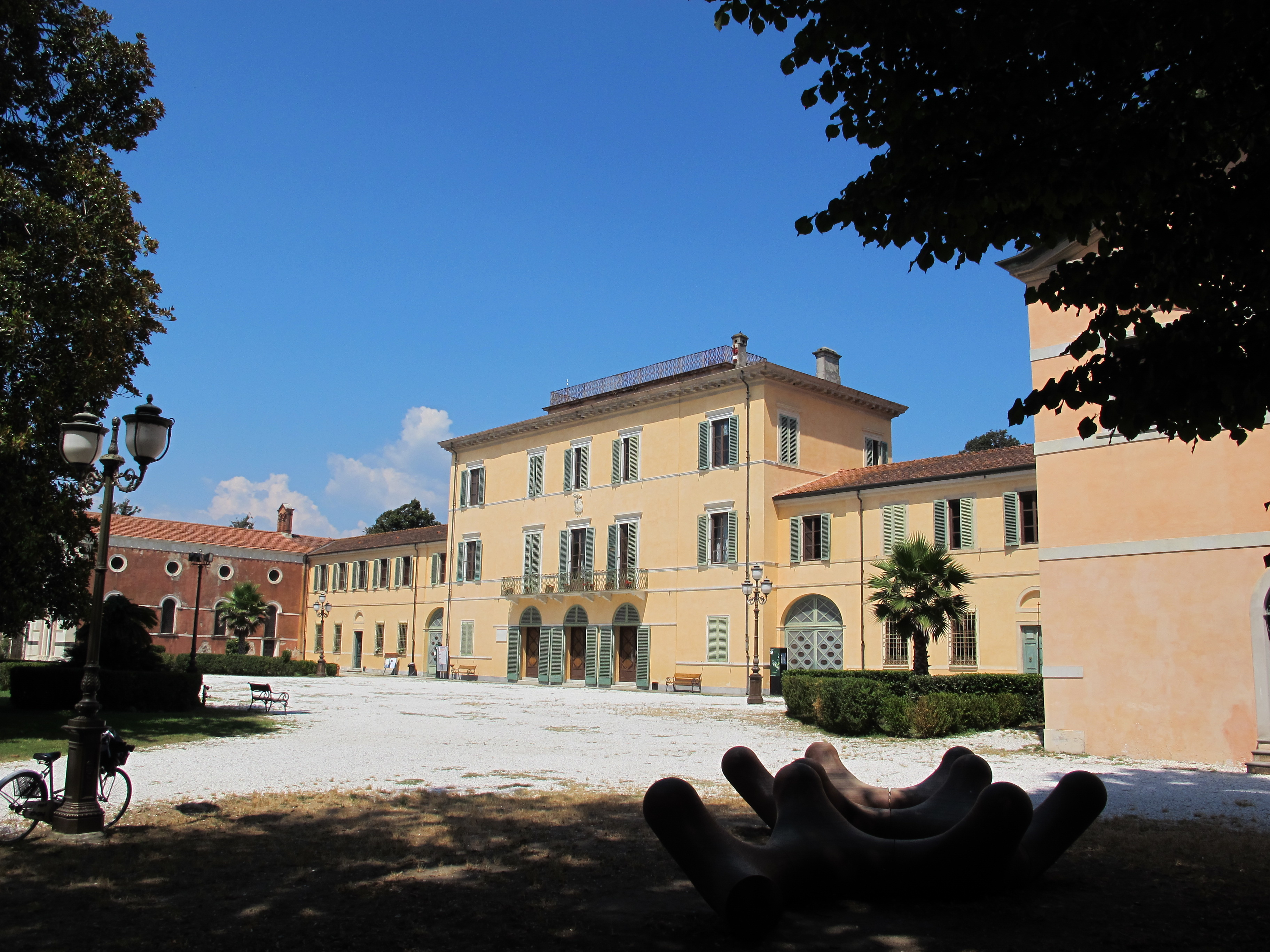
Villa Borbone, situata in località "La Lecciona" a metà del Viale dei Tigli, Torre del Lago Puccini

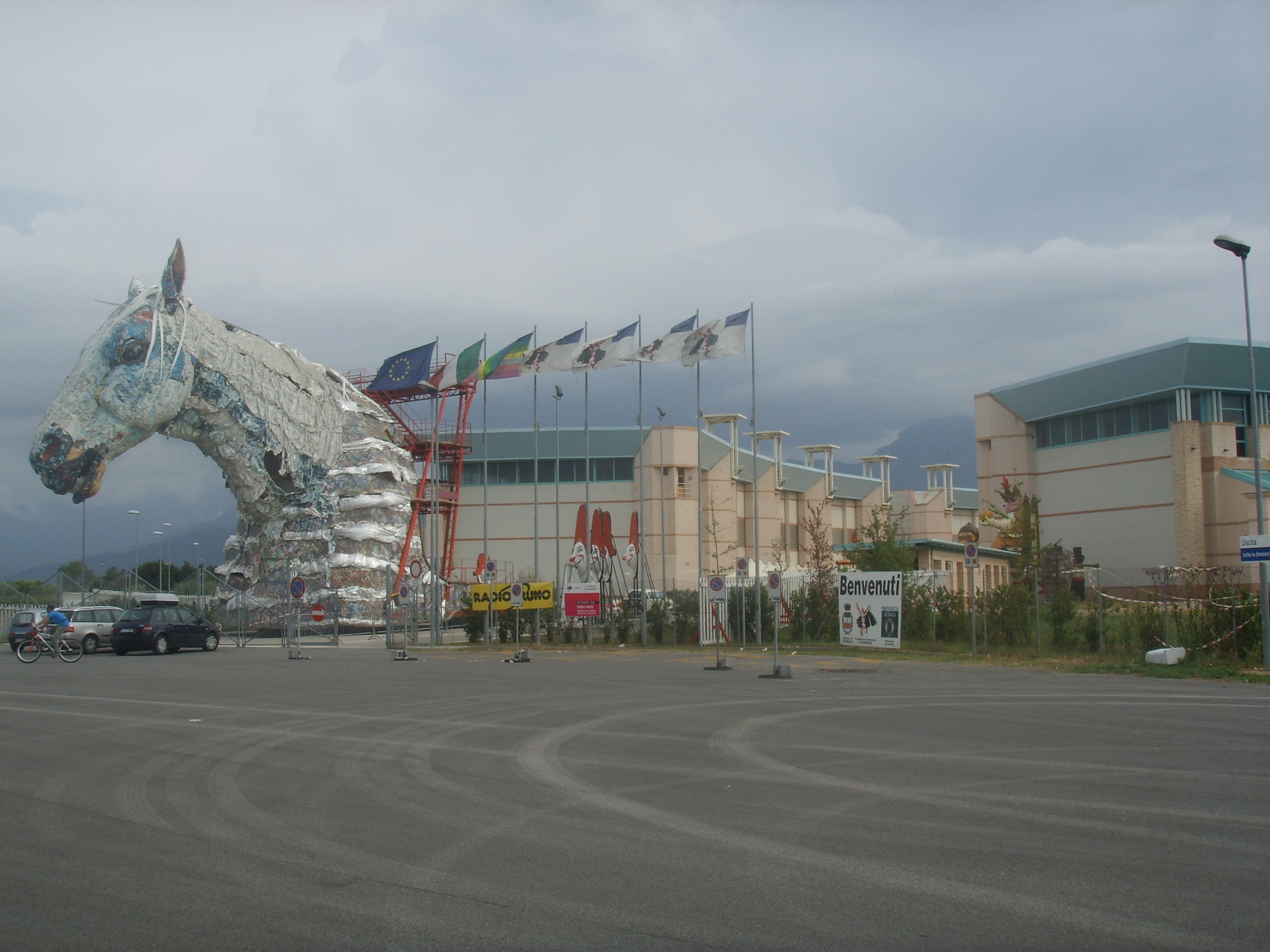
Cittadella del Carnevale

- Villa Puccini, la casa di Giacomo Puccini a Viareggio è situata nell'omonima piazza Puccini, ai margini della Pineta di Ponente, nella zona dove trionfa il Liberty; è di proprietà degli eredi.
- Casa Albergo, Città Giardino
- Istituto E. De Sortis, (località Varigano)
- Villette a schiera di via Virgilio, (via Virgilio), 1927, progettato da Alfredo Belluomini.
- Cittadella del Carnevale, architettura contemporanea. Di recenti realizzazione, è un grande polo culturale dove si sono trasferiti gli artigiani della cartapesta dei carri di Carnevale, unito ad un auditorium e ad altre strutture.
- Villa Borbone (viale dei Tigli, tra Viareggio e Torre del Lago), costruita a partire dal 1822 e più volte ampliata e ritoccata. Residenza di Maria Luisa di Borbone-Spagna, duchessa di Lucca dal 1817 al 1824. Posta all'interno di un vasto parco al tempo adibito alla caccia e alla coltura della vite, dalla villa si accede ad una fitta selva dove partono diversi percorsi naturalistici, per visitare relitti dell'antica fauna del territorio, prima della costruzione delle pinete. Restaurato dal comune di Viareggio, in collaborazione con l'Università di Pisa, il complesso della casa e della cappella con il grande giardino, luogo di eventi e spettacoli. L'edificio ospita anche prestigiose mostre - come quella su Puccini e Galileo Chini - ed è sede di alcuni master postlaurea dell'Università di Pisa. Donato al comune nel 1985 per uso culturale, davanti alla villa un cippo di marmo commemora l'esproprio fascista del bosco che apparteneva alla tenuta dei Borbone.
- Villa Orlando (Torre del Lago Puccini)
- Faro della Diga Foranea

#### Monumenti

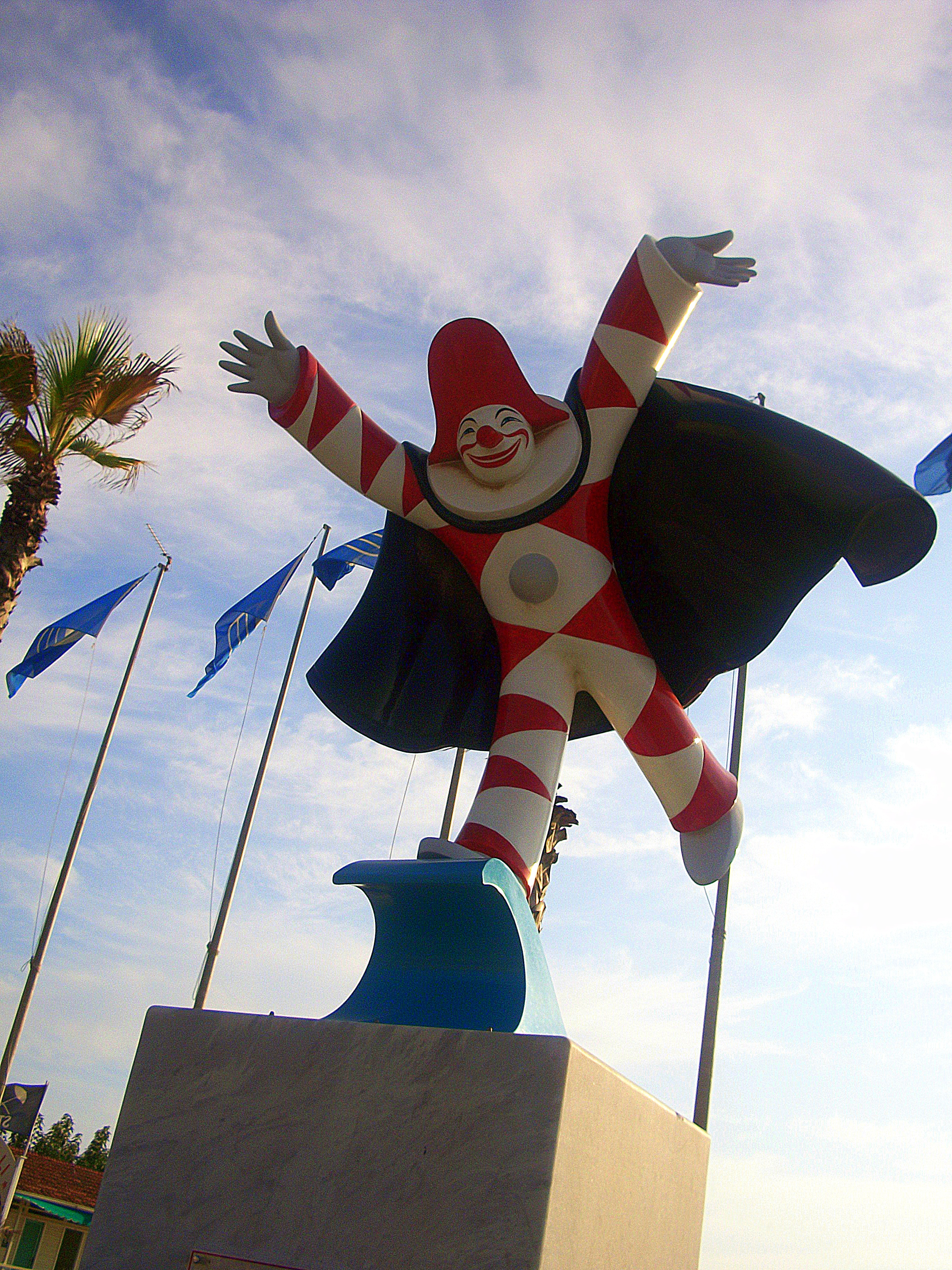
Statua del Burlamacco sul Belvedere delle Maschere

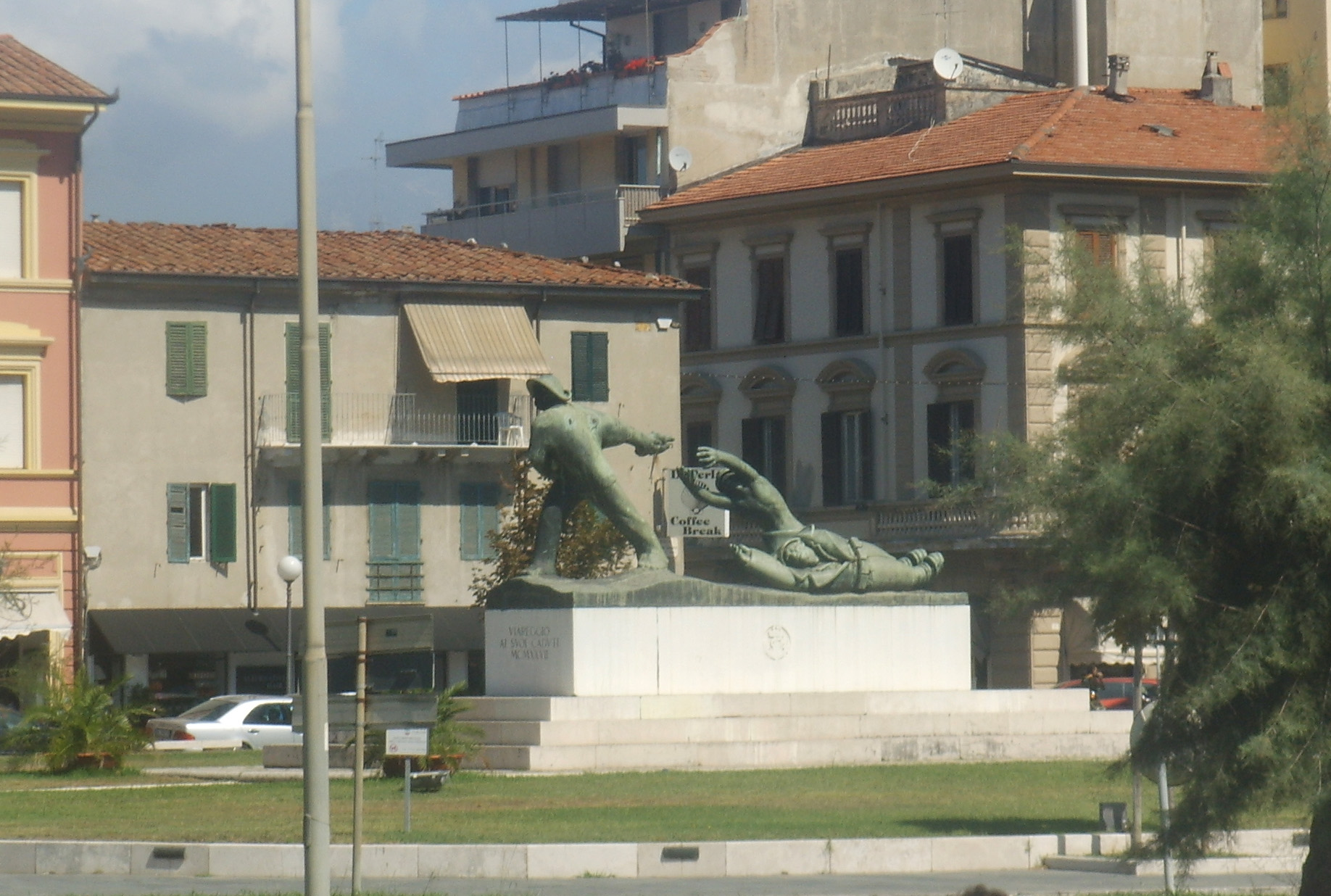
Monumento ai Caduti in Piazza Garibaldi, "Piazza delle Paure" per i viareggini

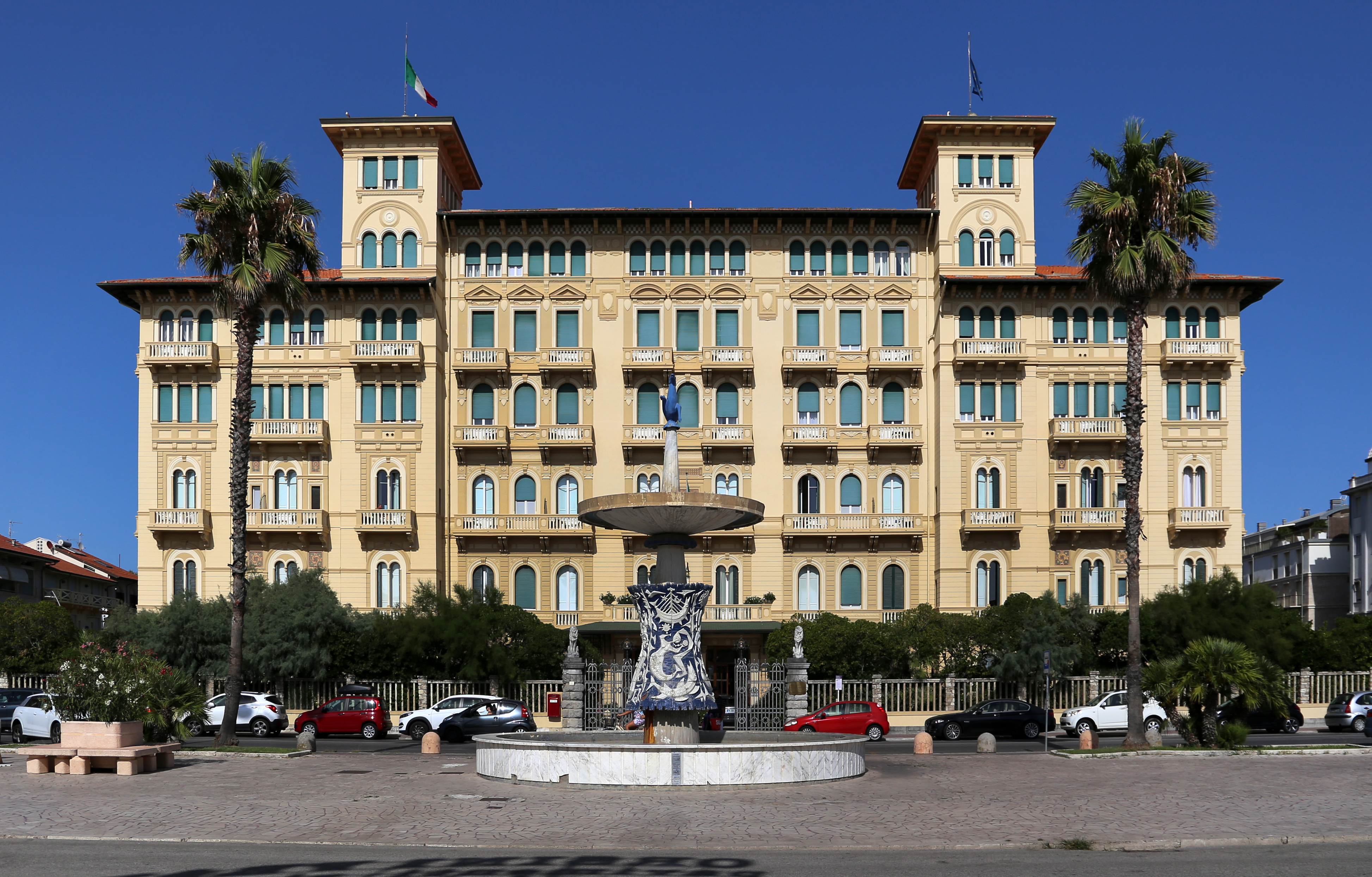
Fontana "Le Quattro Stagioni" di Giuseppe Domenici, dichiarata monumento di interesse nazionale nel 2012, con il Grand Hotel Royal sullo sfondo

- Monumento ai caduti, (piazza Garibaldi), bronzo, 1927, Lorenzo Viani e Domenico Rambelli. Quest'opera non fu inizialmente apprezzata dai viareggini, tanto che la piazza prese il soprannome di "Piazza delle Paure".
- La "Madonnina", (molo), marmo con piedistallo in cemento, 1950. Statua con piedistallo a forma di quattro timoni incrociati.
- Statua della Madonna, (cavalcavia), marmo con piedistallo in pietra, 1956, Nicola Arrighi.
- Statua di Sant'Antonio da Padova, (piazza Ragghianti), in pietra su una colonnina anch'essa di pietra. Venne spostata e risistemata per volere del popolo nel 1857. Una copia della statua si trova in un'edicola su un angolo di Palazzo Piccioli.
- Busti di Giuseppe Mazzini e Aurelio Saffi, (piazza D'Azeglio), marmo, 1892-1893, Giuseppe Di Ciolo.
- Busto di Ugo Brilli, (piazza D'Azeglio), marmo, 1935, Alfredo Angeloni. La scultura è stata mutilata del naso da un militare tedesco durante la seconda guerra mondiale.
- Monumento a Percy Bysshe Shelley, (piazza Shelley), bronzo, 1894, Urbano Lucchesi. La scultura è situata vicino al luogo in cui fu ritrovato e cremato il corpo del poeta inglese.
- Monumento a Giuseppe Barsanti, bronzo con base in marmo, 1926. La scultura è dedicata al primo proprietario del Bagno Nettuno e consigliere comunale.
- Monumento a Lorenzo Viani, (piazzetta Sebastiano Caboto, Lungomolo Corrado Del Greco), marmo, 1938, Arturo Martini. Inaugurata nel 1953, la scultura è stata sostituita da una copia del 1976. L'originale è all'ingresso del Municipio.
- Statua di Burlamacco, (Belvedere delle Maschere, davanti a piazza Mazzini), vetroresina policromo, 1996, Fabrizio Galli su modello del padre Renato. L'originale venne sostituita in seguito da una copia dopo essere stata danneggiata dal maltempo.
- Il Marinaio, (logge della Camera del Lavoro), bronzo, 1991, Giovanni Lazzarini.
- Pescatore, (piazzetta Motto e Palmerini, Lungocanale Est), bronzo, 1994, Augusto Murrer.
- Monumento ai caduti, (piazza Palombari dell'Artiglio), 1985, Enio Francesconi.
- Monumento a Inigo Campioni, (piazza Inigo Campioni), marmo, 1994, Angelo Massaglia.
- Caduti della prima guerra mondiale, pietra con un elemento in bronzo, 1923.
- Alla Resistenza e alla Pace, (largo Risorgimento), 1998, Bruno Belluomini. Il monumento è composto dalle colonne del Vecchio Municipio, distrutto dai bombardamenti e da due muretti che si incrociano, dall'alto la struttura ricorda una falce e martello. Su uno di questi si trova un mosaico di Folon e i versi di Salvatore Quasimodo: "E come potevamo noi cantare con i piedi stranieri sopra il cuore?".
- Fontana "Le Quattro Stagioni" di Giuseppe Domenixi 1960-1961, inaugurata nel 1963, dichiarato monumento di interesse nazionale nel 2012.
- Bambina sulla sabbia, (piazza Maria Luisa), fontana, 1938, Mario Carlesi. La statua ha subito dei danni durante la guerra.
- Scoglio di Tito (resti di struttura muraria), lo scoglio di Tito è ciò che rimane del vecchio edificio di "Tito del Molo", noto ristorante. È posto in mare, a fianco del molo (lato ovest). Nel 2007 vi è stata installata una copia in bronzo di "L'Attesa" di Inaco Biancalana, realizzata da Gionata Francesconi.
- Monumento agli aviatori caduti, (piazza Maria Luisa), 2007, Renzo Maggi.
- Monumento a Mons. Giuliano Agresti, (piazzetta Mons. Giuliano Agresti), 2007. Donata dalla Confraternita della Misericordia.

#### Ritrovamenti
- Resti dell'antica cisterna dell'acqua potabile (piazza Ragghianti), 1592.

All'inizio del XX secolo si arricchisce di edifici in stile liberty, eclettico e déco progettati e decorati da artisti famosi come Galileo Chini, Alfredo Belluomini e Ugo Giusti. Un gran numero di questi edifici si trova in Passeggiata.
Nel 1998 fu fondato il "Centro Studi Cultura Eclettica Liberty e Decò" dall'Assessorato alla Cultura del Comune di Viareggio per studiare e promuovere questa parte del patrimonio artistico della città.

### Aree naturali
Viareggio ha una notevole estensione di verde pubblico grazie alle sue "Pinete".

#### La pineta di Ponente

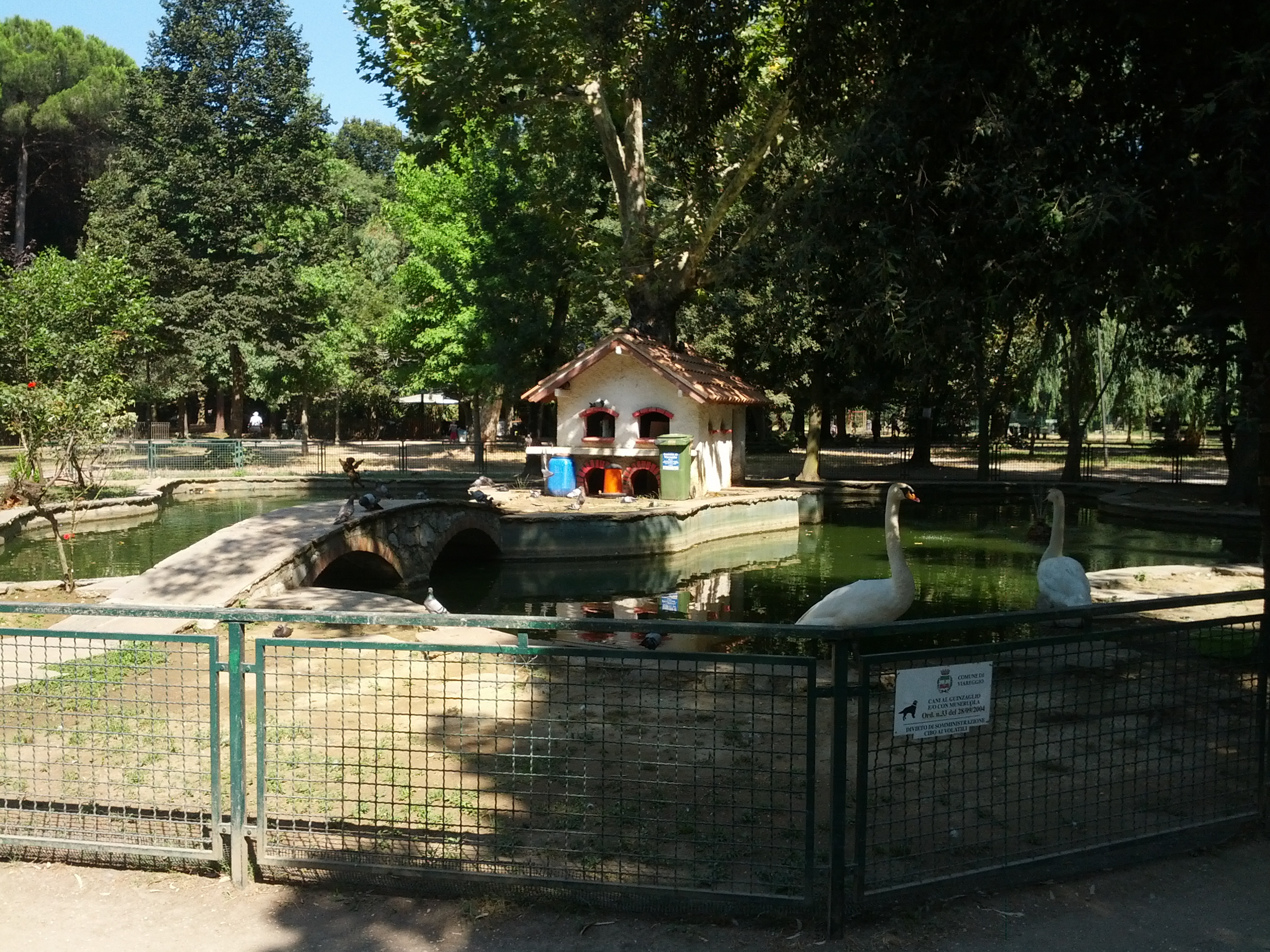
La pineta di Ponente

Si estende per buona parte della lunghezza della parte nord della città. Fu piantata nel 1747 per difendere la zona dalle intemperie e dai venti che dal mare flagellavano la costa.
In realtà i pini sono solo una parte degli alberi presenti in questo parco pubblico.
All'interno del parco ci sono attività commerciali e ricreative, piste ciclabili, viali e sentieri pedonali, attrezzature sportive, servizi igienici, tavolinetti per pic-nic. Da vedere il Laghetto dei Cigni. Nel periodo primaverile ed estivo lungo il viale Capponi, il viale pedonale che attraversa la parte centrale della Pineta, vengono organizzati mercatini.

#### La pineta di Levante
Vasta area verde che va dal quartiere Darsena fino a Torre del Lago Puccini. Fa parte del Parco naturale di Migliarino, San Rossore, Massaciuccoli. ed è attraversata dallo splendido viale dei Tigli, che collega Viareggio a Torre del Lago. L'antropizzazione è minore rispetto alla Pineta di Ponente a causa dei vincoli naturalistici che la tutelano.
In questa pineta si trova la Villa Borbone.

#### Piante monumentali
A Viareggio esistono alcune piante monumentali, la più nota di queste è:
- Palma del Cile, in un giardinetto della Pineta di Ponente.

Le più note piante in città invece sono:
- Palme delle Canarie, diversi esemplari monumentali, il più noto è la Palma dei Marinai; nel giardino di villa Carmen.
- Buzia, in un giardino privato di via IV Novembre.
- Erythrina, nel giardino di Villa Argentina; nel giardino privato di Villa Carmen (Via Vittorio Veneto, dietro Piazza S. Caterina).
- Eucalipto, in piazza D'Azeglio.
- Farnia, in via della Gronda (caduta nel giugno 2019, è stata proposta una nuova in sostituzione)
- Lecci, diversi lecci monumentali nella città.
- Oleandro, nel cortile dell'ex Istituto delle Suore Medee, via Regia.
- Platano, diversi esemplari monumentali, il più noto è il Platano di Inaco.

#### Altro
Un quartiere con molti spazi verdi è l'ex-Campo d'aviazione; è stata data maggior importanza al verde e nell'urbanizzare i nuovi quartieri sono stati spesso previsti dei parchi pubblici. I quartieri più antichi sono caratterizzati dalle Pinete.

#### Dintorni
Viareggio si trova a circa 25 km dalle città di Pisa e Lucca e a ridosso di ambienti naturali di notevole valore come le Alpi Apuane (dal 1985, parco naturale regionale delle Alpi Apuane), il lago di Massaciuccoli, il parco naturale di Migliarino, San Rossore, Massaciuccoli e il santuario dei cetacei.
Ogni città e paese circostante è degno di nota, nelle località collinari dell'entroterra si trovano incredibili testimonianze storiche come le pievi medievali.
Viareggio, infine, dista circa 97 km da Firenze.

## Società

### Evoluzione demografica
Abitanti censiti

### Etnie e minoranze straniere
Al 31 dicembre 2023 vi sono 5 006 stranieri, pari all'8,23% della popolazione.

### Lingue e dialetti
A Viareggio si parla un vernacolo caratteristico. Il Vernacolo Viareggino usa tra l'altro diverse espressioni e modi di dire tipici. Come molti dialetti e vernacoli viene di rado più parlato quotidianamente, ma è ancora piuttosto vitale grazie ai numerosi spettacoli teatrali in vernacolo che vengono organizzati (i più importanti sono le "Canzonette", spettacoli comici in parte cantati organizzati nel periodo di Carnevale di Viareggio) e alla pubblicazione di opere in prosa e in poesia in viareggino. Esistono in commercio raccolte di modi di dire e veri e propri dizionari di vernacolo.

### Confessione cattolica
Simpatie per il socialismo, il comunismo e l'anarchia, narrate da Lorenzo Viani e Mario Tobino, nei viareggini hanno convissuto con una radicata religiosità. Le testimonianze storiche ci mostrano una Viareggio dal duplice animo socialista laico e cattolico. Particolarmente sentita tra i marinai era la devozione verso Maria Addolorata, come testimoniano gli ex voto conservati nelle Basilica di Sant'Andrea, restano vecchi marinai devoti a Maria.
Più su posizioni laiche o atee i diversi intellettuali ed artisti del territorio viareggino.
Patrona della città è Maria Santissima Annunziata, precedentemente era Sant'Antonio da Padova.
Per il notevole movimento di persone, che ha sempre contraddistinto l'attività marinara ed il turismo, i viareggini sono sempre stati affetti da un minore provincialismo, rispetti ad altri centri della zona, che ha favorito, rispetto a questi, una maggiore circolazione di idee, religioni diverse (leggi sotto) ed una secolarizzazione più rapida.

#### Parrocchie

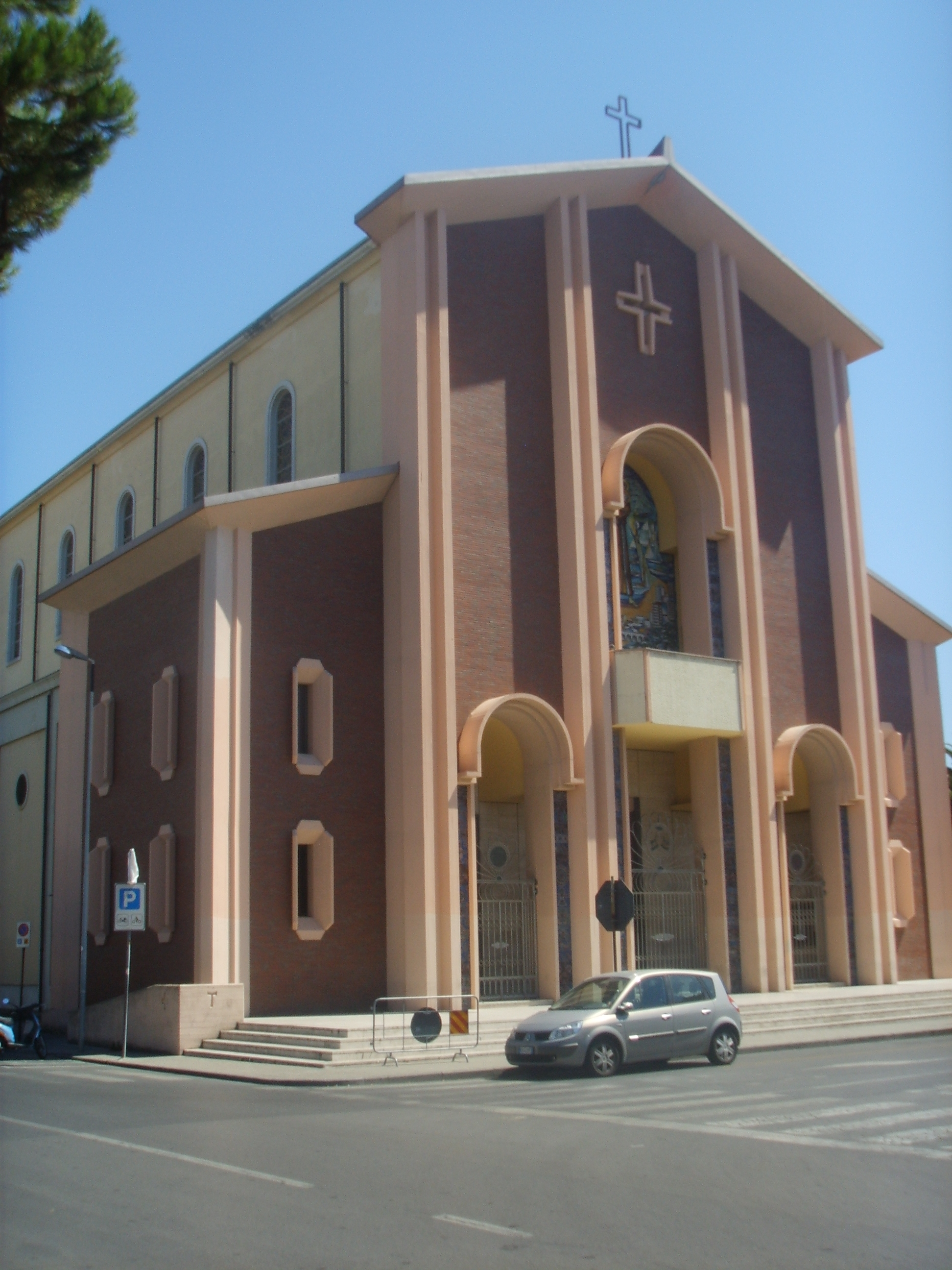
Facciata della Chiesa di Sant'Antonio

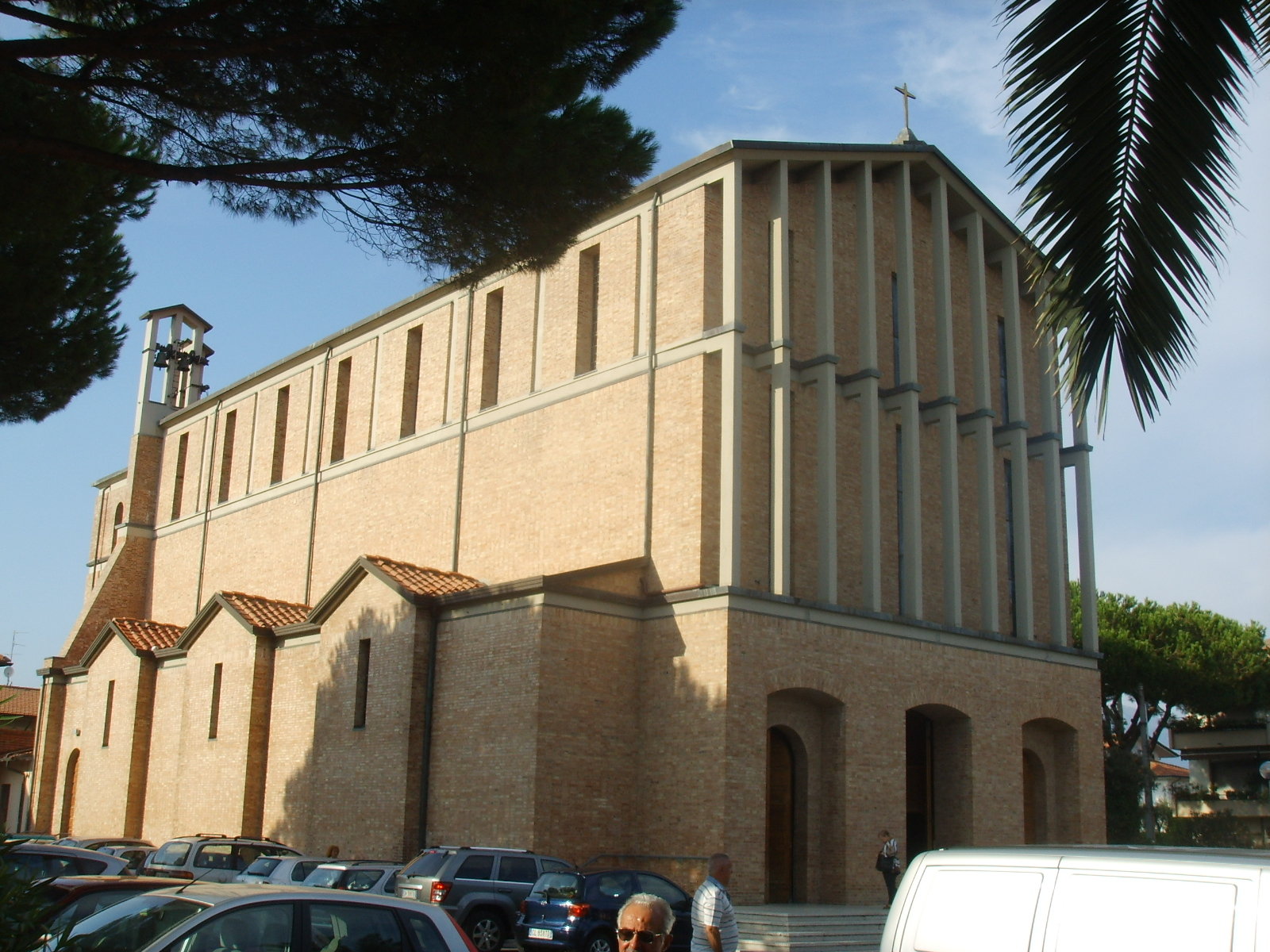
Chiesa di San Giovanni Bosco